# 吉田の火祭
吉田の火祭（よしだのひまつり）は、山梨県富士吉田市上吉田（かみよしだ）地区で行われる祭りである。日本三奇祭のひとつ。北口本宮冨士浅間神社と境内社（摂社）である諏訪神社の両社による例大祭で、毎年8月26日の「鎮火祭」と、翌8月27日の「すすき祭り」の2日間にわたって行われる。
火祭りの名の通り、上吉田地区の金鳥居（かなどりい）から北口本宮冨士浅間神社にかけた約1キロにおよぶ本町通りの沿道では、高さ約3メートルの大松明70本から80本余りが燃やされ、各家ごと作られる井桁状に組まれた多数の松明も燃やされる。夕暮れ時、大松明に次々に火が点されると、吉田口登山道に沿った富士山の山小屋でも一斉に松明が焚かれる。麓の町と山は一体となって火祭りを繰り広げ、上吉田の町は火の海と化し深夜まで賑わう。
吉田の火祭は、北口本宮冨士浅間神社、諏訪神社、両社の例大祭としてばかりではない。祭事の背景には富士講や御師といった富士山への民間信仰や、富士五湖地域の風俗習慣、今日もなお神仏習合の姿が見られるなど民俗学的要素も多分に含まれている。2000年（平成12年）12月25日には、国によって記録作成等の措置を講ずべき無形の民俗文化財として選択され、2012年（平成24年）3月8日には、山梨県内では3件目となる国の重要無形民俗文化財に指定された。文化庁による指定種別は風俗習慣である。

## 概要
夏山の富士山登拝の山仕舞いを意味する祭りで、講社でも火祭りまでに登拝を済ませている。木花開耶姫命（コノハナサクヤヒメ）の故事に由来する祭りである、と一般には言われている。かつては旧暦7月21日に行われていたが、明治期に新暦8月21日から22日に改められ、大正初期に現在の8月26日・27日の両日に改められた。
祭りの運営は、古くより北口本宮冨士浅間神社祭典世話係（世話人）と呼ばれる年毎に選出された氏子代表14名の男性と、御師家、富士講社らの信徒組織を主体として、現在では地元商店や民間企業らも参加している。大松明（結松明）は高さ3メートル強、赤松などの薪を経木で囲み荒縄で締めて筒状にしたものである。世話人は松明の奉納者を募集して寄付金を集め、依頼を受けた職人が7月下旬頃から製作する。大松明は上吉田の本町通りに70本から80本ほど掲げられ、沿道の家々でも門前に井桁松明を立てる。明治期には「富士山北口全図鎮火大祭」など浮世絵にも描かれた。
御師家では屋敷地や白蛇が下ると言われる川沿いの草刈りなど清掃作業を行う。その年に不幸のあった者は「ブクがかかる」と言われ、不浄であるとされて祭りには参加しない。ブクのかかった家では「手間粉」と呼ばれる小麦粉や蕎麦粉などの贈答物を贈る「手間見舞い」が行われ、火祭りの際には親戚宅などへ宿泊するか（手間に出る）、または手間着を着て自宅での謹慎を行う。
祭りは2日間にわたり行われる。26日の夕刻から夜半にかけて松明を焚く行事である鎮火祭が一般に「吉田の火祭り」と呼ばれるが、鎮火祭はいわゆる宵宮であり、本祭は翌27日の「すすき祭り」である。なお、火を使用する祭りであるが雨天や台風であっても延期や中止にはならず、必ず8月26日・27日の両日に催行され、松明の火を火元とする延焼などの火災は一度も起きていないという。
2013年9月1日の時点で、富士吉田市の人口は5万1423人。そして同年8月26日の鎮火祭には約19万人の地元住民や観光客らが詰めかけた。
2020年5月11日、新型コロナウイルスの感染拡大を受けて、開催の可否について関係者協議を行った結果、本年の開催を中止とすることが決定された。2021年6月27日、「2021年は規模縮小した開催」と発表された。

## 御師のマチ上吉田

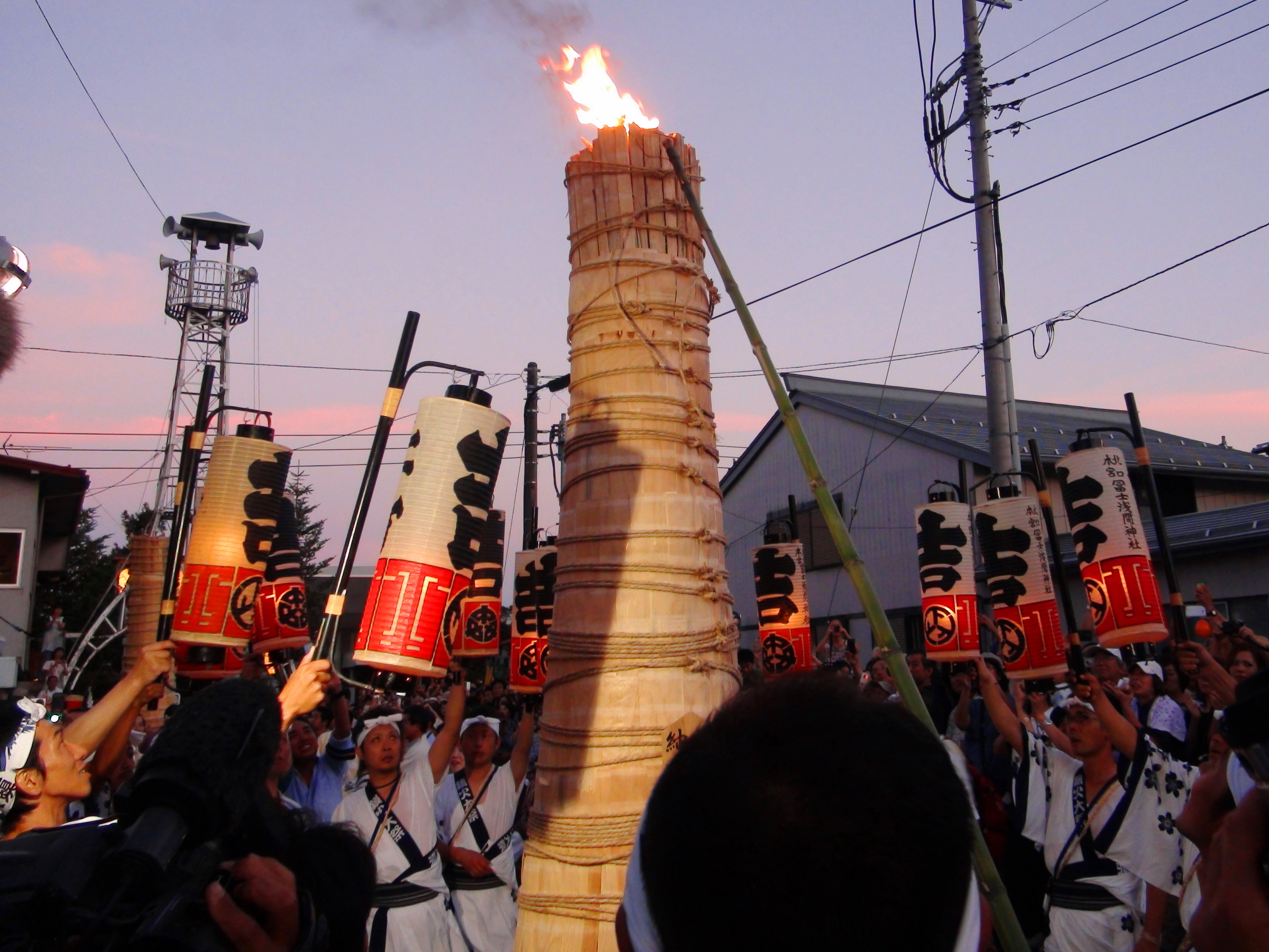
御旅所での11尺タイマツ点火。

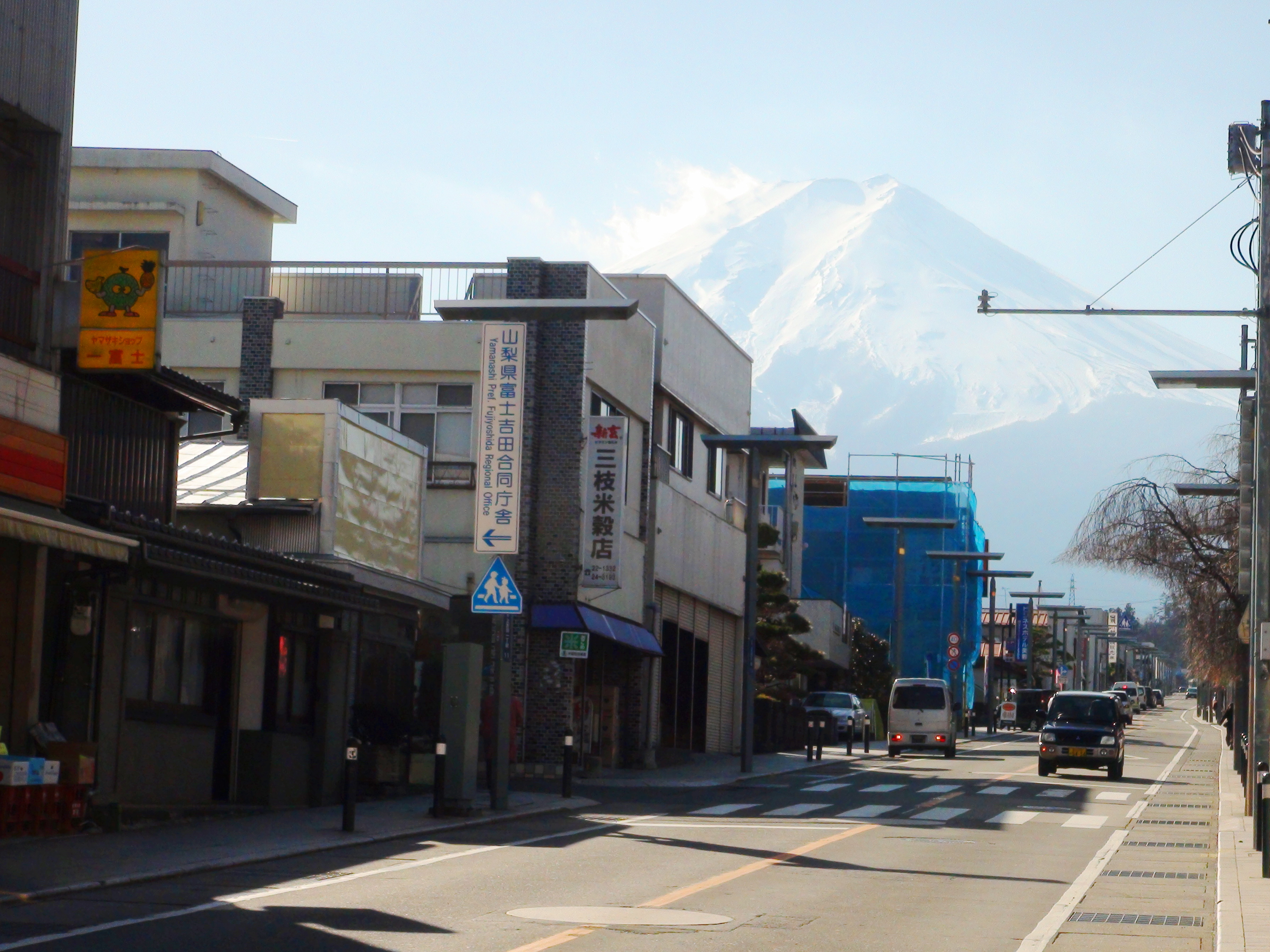
上吉田本町通りより富士山を望む（2012年12月20日撮影）。

吉田の火祭が行われる富士吉田市は、富士山北麓の山梨県東南部に位置しており、富士山山頂を含む広大な市域を持つが、富士吉田の町そのものは北口本宮浅間神社の北側に広がる一帯である。このうち火祭の行われる上吉田は単に「吉田」、江戸時代には「吉田町」とも呼ばれた。
2014年現在では市街化が進み範囲が明確ではないものの、上吉田地区の中世以来の町並みは、国道139号線（火祭の行われる本町通り）を主軸とした、南北1,000メートル、東西約700メートルの範囲である。富士吉田市街地は標高約650メートルから900メートルにかけて広がり、このうち上吉田地区は標高800メートル以上の地域にある。この標高のために気候は非常に冷涼であり稲作には適さず、加えて富士山の熔岩流末端に位置した土壌は小石混じりで地力がなく、農業に関しては、近代に入り圃場整備が行われるまで水田はほとんどなく、大豆などの畑が僅かに点在する地域であった。農業に適さないこの地に人々が居住し町が形成されたのは、富士山に登拝する人々に対して、自坊を提供し、信仰の仲立ちを行った富士御師や、複数の神職、それをとりまく人々たちが集住したことによる。
ここ上吉田で言う「御師の仕事」とは、富士山へ登拝するドウシャ（道者）にヤド（宿坊）と食事を提供し、登山の案内全般の便宜を図ることや、檀家廻りをして神札を配り、祈祷や祓いをすることであった。特にナツヤマ（夏山）と呼ぶ7月1日（山開き）から8月26日（山仕舞い）までの2か月間には、御師の家には大勢のコウシャ（富士講社）を宿泊させ、年間の収入の大半をこの2か月間に得ていた。御師以外の職業としては、山小屋、支度所（登山に必要な装備を整える場所）、出店、強力など、いずれも富士山登拝に関わる職業が主体である。このような特殊な風土と産業によって上吉田の町は発展し人々の営みが継続されてきた。
南を見上げると大きな富士山を頭上に仰ぐ上吉田の人々にとって、富士山が方位感の基準である。上吉田では富士山に向かって南方向に向かうことをノボル（上る）、反対に標高の低い北方向に向かうことをクダル（下る）と独自に表現し、地区内で使用される地図の方位も富士山のある南側を上に表現する。
上吉田は大きく3つの地域に分けられ、標高の高い富士山側（浅間神社側）の南方から、上町（上宿）、中町（中宿）、下町（下宿）と、今日の本町通を縦軸にした町域が形成されており、御師と社人、神職が居住するその細長い町並みをタテジク（縦宿）と呼んできた。このタテジク（本町通り）で火祭は行われる。

## 火祭の伝承と変遷

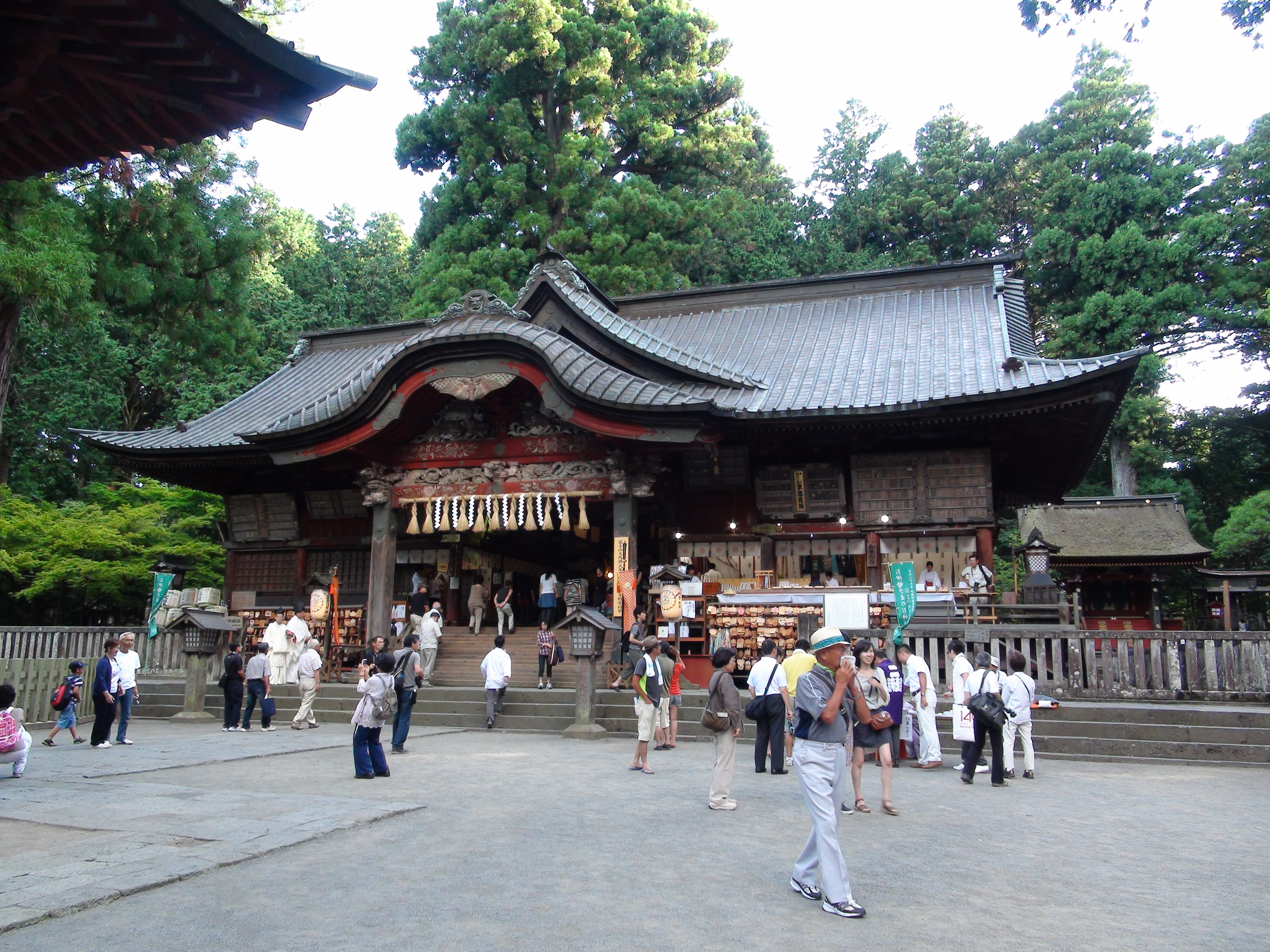
鎮火祭当日の北口本宮富士浅間神社拝殿。

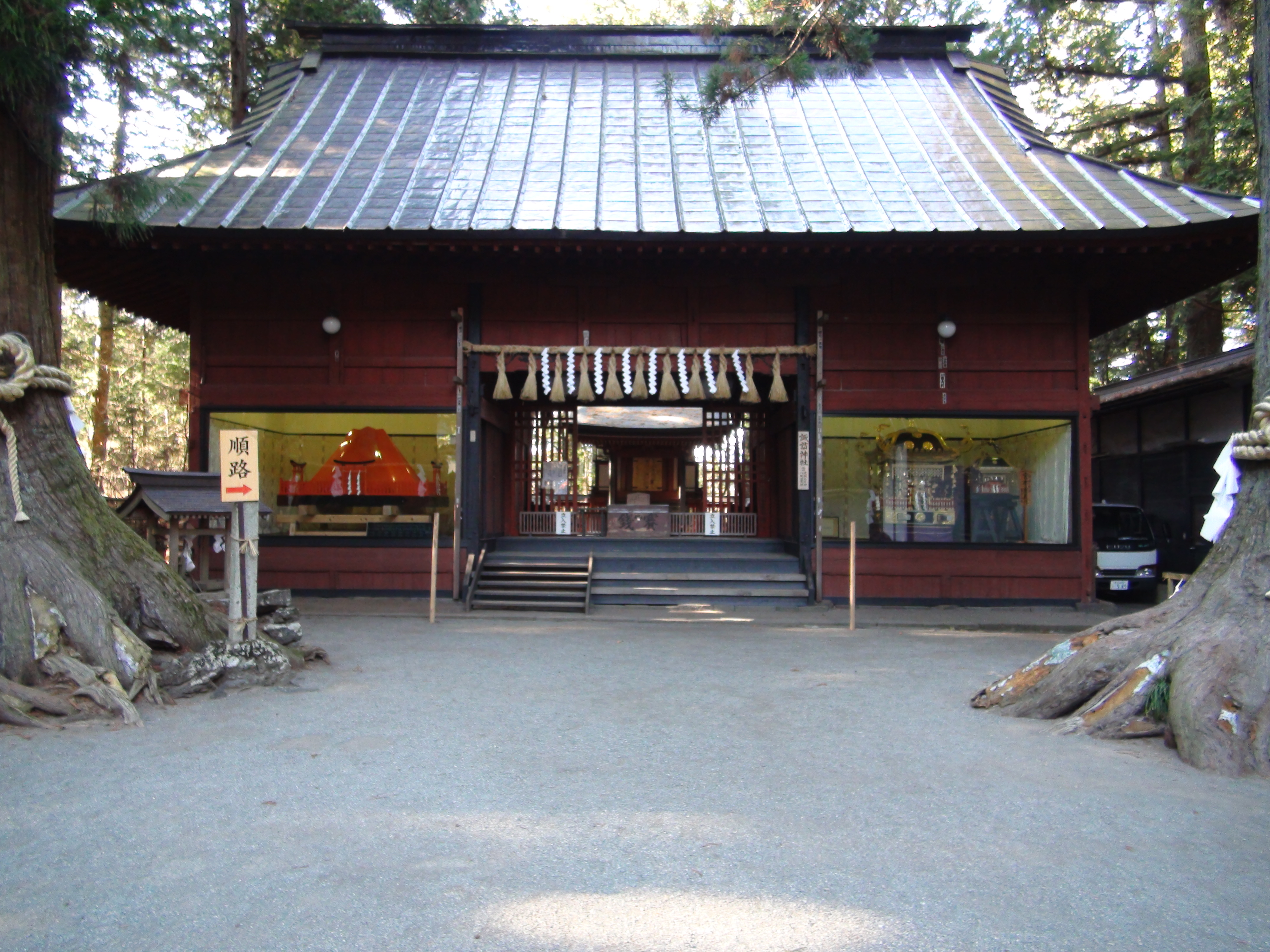
諏訪神社。2基の神輿は祭りの2日間以外はこのように保管されている。

吉田の火祭の起源は、一般的には木花開耶姫命の神話になぞらえられているが、その起源を記した文献が存在しないため実際には不明である。この節では主に、残された古文書などの文献から判明している火祭の歴史について説明する。

### 浅間明神と諏訪明神
現在の吉田の火祭は、木花開耶姫命を祭神とする浅間明神（北口本宮冨士浅間神社）と、建御名方神を祭神とする諏訪明神社（諏訪神社）の、両社の祭典として、浅間社宮司が主宰して執行されている。
だが元々は諏訪明神（諏訪神社）の旧暦7月23日の祭典であった。諏訪明神は『甲斐国志』（巻之七一）によれば、神主である上吉田中宿の佐藤家の氏神であったものが、後に上吉田の町の産土神となったものであり、1494年（明応3年）の『勝山記』にもその名が見られる。
一方の浅間明神（現、北口本宮浅間神社）は、現在地からやや西の大塚に設けられていた富士山遥拝所を、1480年（文明12年）ごろ諏訪明神境内に鳥居を立ち、同地に移された。その後永禄4年武田信玄造営と伝わる社殿が造られ、富士山2合目の御室浅間（現：富士御室浅間神社）を勧請して神社になったものと推定されている。このような関係であったため、天文年間や永禄年間の小山田信有の神事や軍功祈願状などの文書は諏訪明神宛に発給されており、当初は諏訪明神が富士信仰の北口拠点の中心的役割を担っていたものと考えられている。
しかし、武田氏、小山田氏が滅亡すると、吉田地域の近世領主たちは社殿の造営をはじめとする各種寄進を浅間神社に行い、信仰の拠点を浅間神社へ移し、元々諏訪神社の祭典であった火祭は浅間神社が主催する両社の祭典となった。

### 火祭の起源伝説

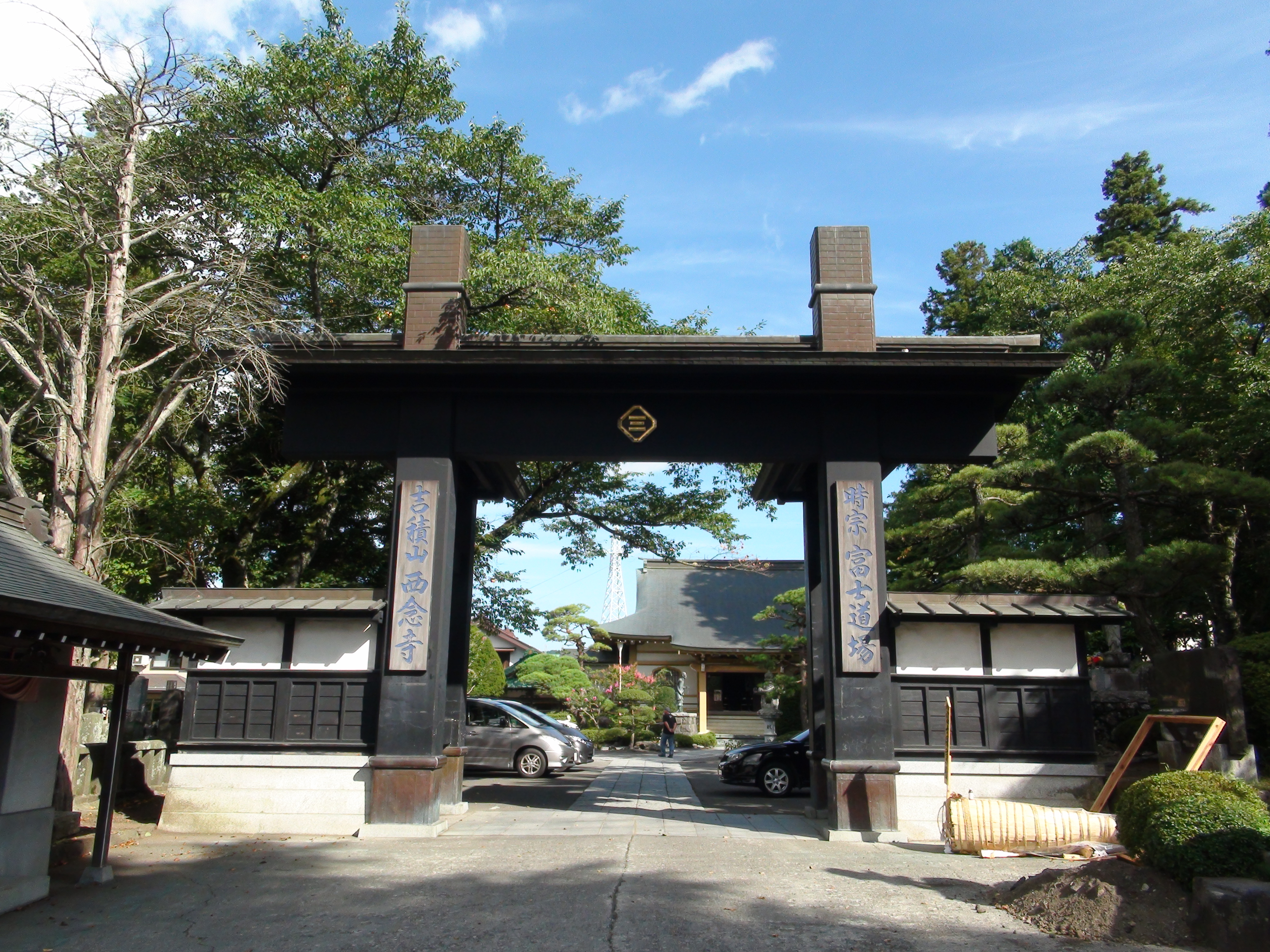
鎮火祭当日の西念寺山門。門の下部（右下）に松明が横たわっている。

上吉田とその東側に隣接する新屋（あらや）地区には、諏訪神社に関連した火祭の起源が伝えられている。長野県の諏訪大社では諏訪明神は蛇体になって現れるとされるが、上吉田にも諏訪明神と蛇に関する伝承が残されている。火祭の神輿は後述するように浅間神社を出発して上町から金鳥居のある下町へと下っていく。このとき神輿と一緒に白い蛇が上吉田の町を上から下へと下っていくという。そのため御師家では火祭の当日に、屋敷内を流れる川沿いの草刈を行うなど水路を掃除し、蛇神の通り道を迎える。これを「白蛇様のお下り」と言う。
また、富士道場とも呼ばれ、今日の火祭祭礼にも深く関わる上吉田の時宗西念寺にも、次のような火祭の起源伝承が残されている。昔、西念寺の僧が諏訪へ修行に行き帰る際、木の枝を折って作った竜神を諏訪神社に祀り、その竜神を杖の頭に入れて燃やしたのが火祭であったという。また、『古事記』上巻によれば、諏訪大社の祭神、建御名方神が国譲りの力比べで負け、信濃の諏訪湖へ追い込まれた際の夜戦で松明を燃やしたところ、相手側の軍は無数の炎を援兵と見て退散したと伝わっており、これが7月21日の夜であったという。このように上吉田では、諏訪明神 - 蛇 - 西念寺 - 火祭という関連で考えられてきた。
一方、浅間神社に関連した火祭起源説も存在する。上吉田の浅間神社は富士山を神格化した浅間神が祀られており、神道説での祭神はこれを木花開耶姫命（コノハナサクヤヒメノミコト）と説かれている。木花開耶姫命にまつわる神話として『古事記』上巻に書かれた火中出産が知られている。邇邇芸命（ニニギノミコト）との一夜の交わりで懐妊した木花開耶姫は、邇邇芸命に疑われたので、身の証をたてるために、出入り口のない産屋をつくり、その産屋に火を放ち燃えさかる炎の中で3人の子を産んだという。そのため、浅間神社の祭神の神徳は火伏せ、安産、災厄除け、産業守護などといわれている。こうした伝説を背景として神道説で説く火祭りの起源は、燃えさかる炎の中で出産した木花開耶姫命の神話になぞらえて、火を焚くのだといわれており、記事冒頭の概要説で記したように今日ではこの説が広く流布されている。
このように祭りの起源が複数あり不明であるのは、それを記した記録が残っていないからである。だが少なくとも、現在の北口本宮冨士浅間神社の摂社である諏訪神社の祭りであったことは文献に残されているので、木花開耶姫命由来説は辻褄が合わないと、北口本宮冨士浅間神社の権禰宜田辺将之は述べている。

### 祭日の変遷と祭礼の意味の変化

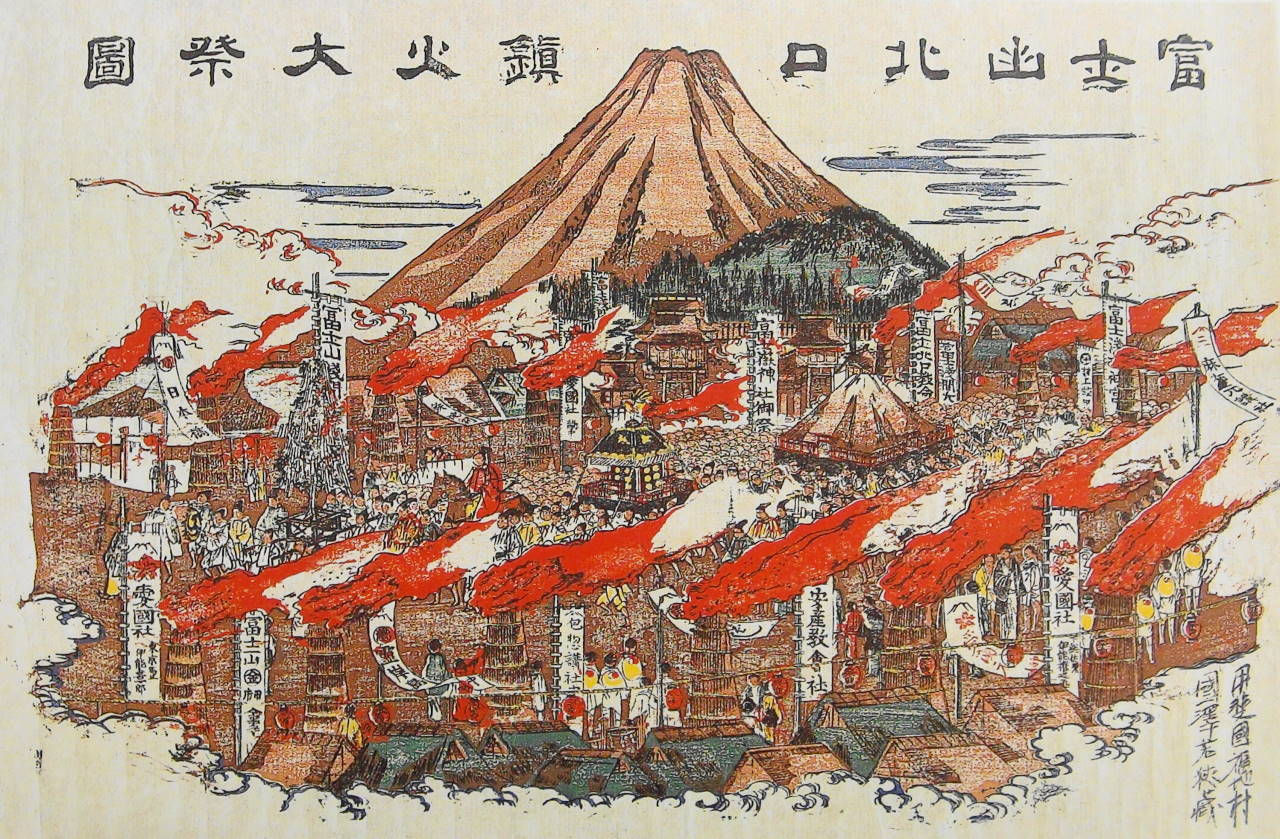
富士山北口鎮火大祭図。
1875年（明治8年）頃のものと推定されている。今日と同様に、御山神輿の前を明神神輿が行く。

吉田の火祭は、起源こそ明らかではないものの、祭礼そのものを記した文献は1572年（元亀3年）の古吉田から上吉田への移転の際の屋敷割帳に、御旅所となる大玉屋（御師）の所に御幸道の記載がある。つまりその頃すでに、神輿による巡幸があったということが確認できる。また、松明を燃やす篝火については、1729年（享保14年）の篝火伐採訴訟の文書の中に、祭典で火を焚くことが恒例である旨の記述が確認できる。
今日では8月26、27両日に行われる吉田の火祭の例大祭日は、過去にいくつかの変遷があった。文献に残された記録を年代順に追ってみていくと、まず、1780年（安永9年）7月に富士登山を行った高山彦九郎は『富士山紀行』の中で7月21日の火祭に言及している。また、賀茂季鷹（京都上賀茂社家の歌人）は富士登山に訪れた際に火祭を見たが、その日時は1790年（寛政2年）7月21、22日の両日であったと『富士日記』に記している。1814年（文化11年）の『甲斐国志』の記述では、上吉田村の諏訪明神の例祭は、7月22日で「其夜此屋皆篝松を焼く」とあり、同時期に書かれた『菊田日記』（御師により書かれた記録）によれば、1804年（享和4年）から1834年（天保5年）までの火祭は7月21、22日に行われている。さらに、西念寺に伝わる1853年（嘉永6年）の『富士道場日記』でも同様の日時であり、元来の火祭の祭日は陰暦（旧暦）の7月21、22日であったことは間違いがない。

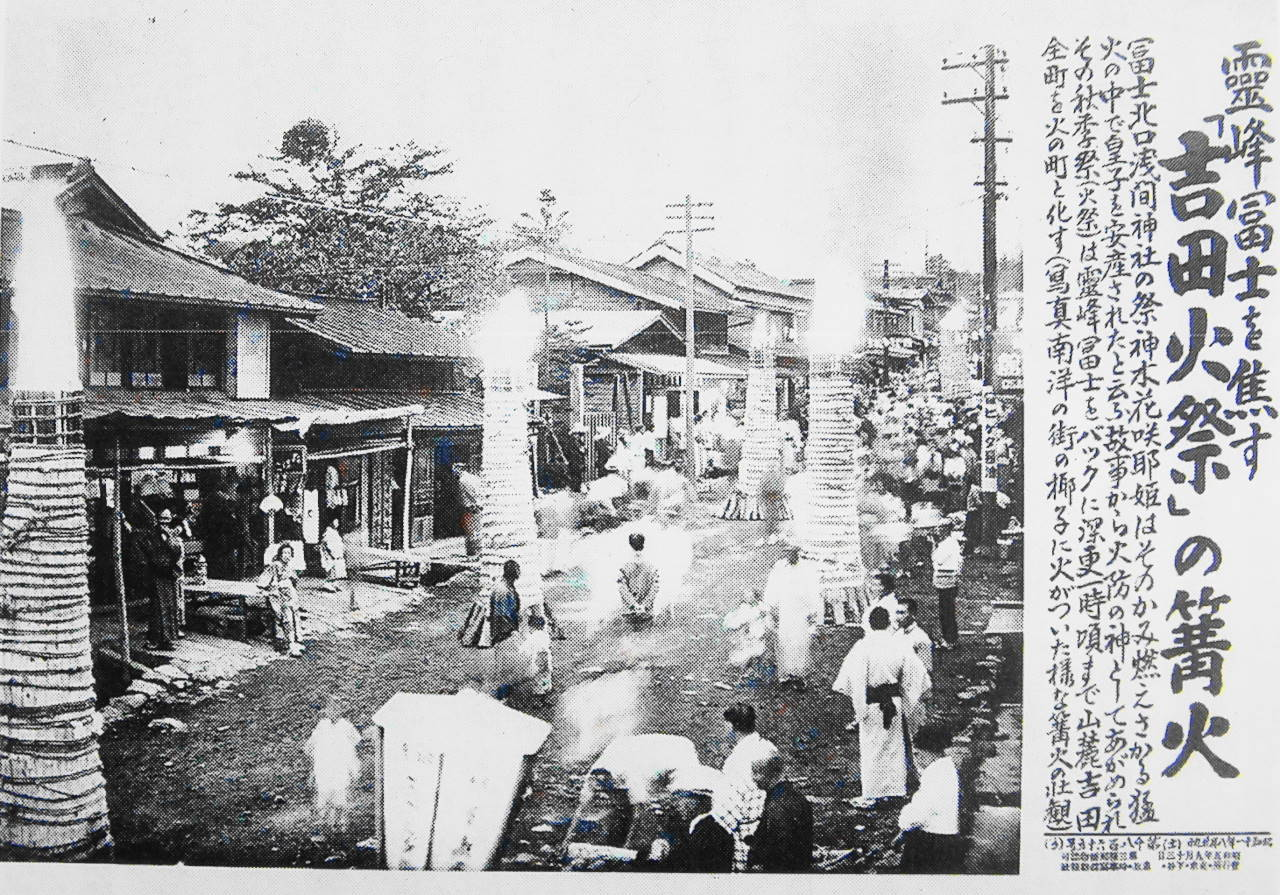
1935年（昭和10年）の吉田の火祭。

一方、富士信仰における開山（山開き）と閉山（山仕舞い）の日時については、1860年（万延元年）の『富士山道しるべ』において「当山は例年六月朔日をもつて山びらきといひ、七月廿七日をもつて山仕舞いといふ」とあるのが、山開き山仕舞いの日時を確認できる最も古いものである。1872年（明治5年）に陰暦から太陽暦へと暦法が改正されたが、明治時代を通じ火祭は陰暦7月21日、山仕舞いは陰暦7月26日として行われていた。ちなみに山梨日日新聞の記事に残されている祭事実施日はすべて新暦であるが、1885年（明治18年）は9月1日、1887年（明治20年）は9月8日、1908年（明治41年）は8月19日であり、これらはすべて陰暦の7月21日に当たる。しかし、このように陰暦を基準とした場合、実生活上の太陽暦（新暦）では8月中下旬から9月初旬と、祭日が毎年変動してしまうため、明治末期の頃から新暦での祭日に移行し固定化する動きが始まった。まず、1910年（明治43年）の火祭を陰暦7月21日の月遅れとして新暦の8月21、22日に移動して行われた。1912年（大正元年）の社司氏子総代の会議では、火祭を新暦9月9、10日としたが、議論が一致せず、翌1913年（大正2年）には火祭を新暦8月30、31日、山仕舞いを9月10日とした。ところが8月30日、31日は市町村等の計算日にあたるため、参詣者が少なくなることから、1914年（大正3年）5月の会議で火祭を再び陰暦7月21日に戻すことにした。しかし、その直後の会議で、火祭は新暦8月26、27日と決定された。このように二転三転したが、この時をもって吉田の火祭は現在の8月26、27日両日に固定された。新暦の8月26日は陰暦7月26日の山仕舞いの月遅れの日である。これにより火祭と山仕舞いの日は重なることとなり、火祭が山仕舞いの意味も併せ持つこととなっていった。山仕舞いとは、富士登拝者らの「山の神」に感謝する日である。こうして本来は諏訪神社の祭りであった火祭は浅間神社の祭りとして取り込まれ、同じ時期に火祭の起源も諏訪神社の竜神や建御名方神による説話から、浅間神社の木花開耶姫命が主体となる説話に改変されていったものと考えられている。
祭礼に関する図画として最も古いものは、1680年（延宝8年）に版行された「八葉九尊図」からはじまり、江戸後期から明治期にかけ複数の祭礼図が残されている。特に6色刷の版図である「富士北口鎮火大祭図」（富士山北口全図鎮火大祭）はよく知られている。正確な作成年代は不詳だが、図中右下に福地村の記載があることから、上吉田村が周囲の二か村と合併して福地村となった1875年（明治8年）以降に作成されたものである。
また、大正末年ころから「岳麓の奇祭」、「日本三奇祭の一つ」などと呼ばれるようになった。火を使う祭りは各地で見られるが、大抵は社寺の境内など特定の限られた場所で火を使うものが多かった。吉田の火祭のように町中で広い範囲にわたって焚くのは珍しく、夜間の暗闇が普通の感覚であった近代初頭までの人々にとって、まさに奇祭であった。

## 祭礼をとりまく風習と伝承組織

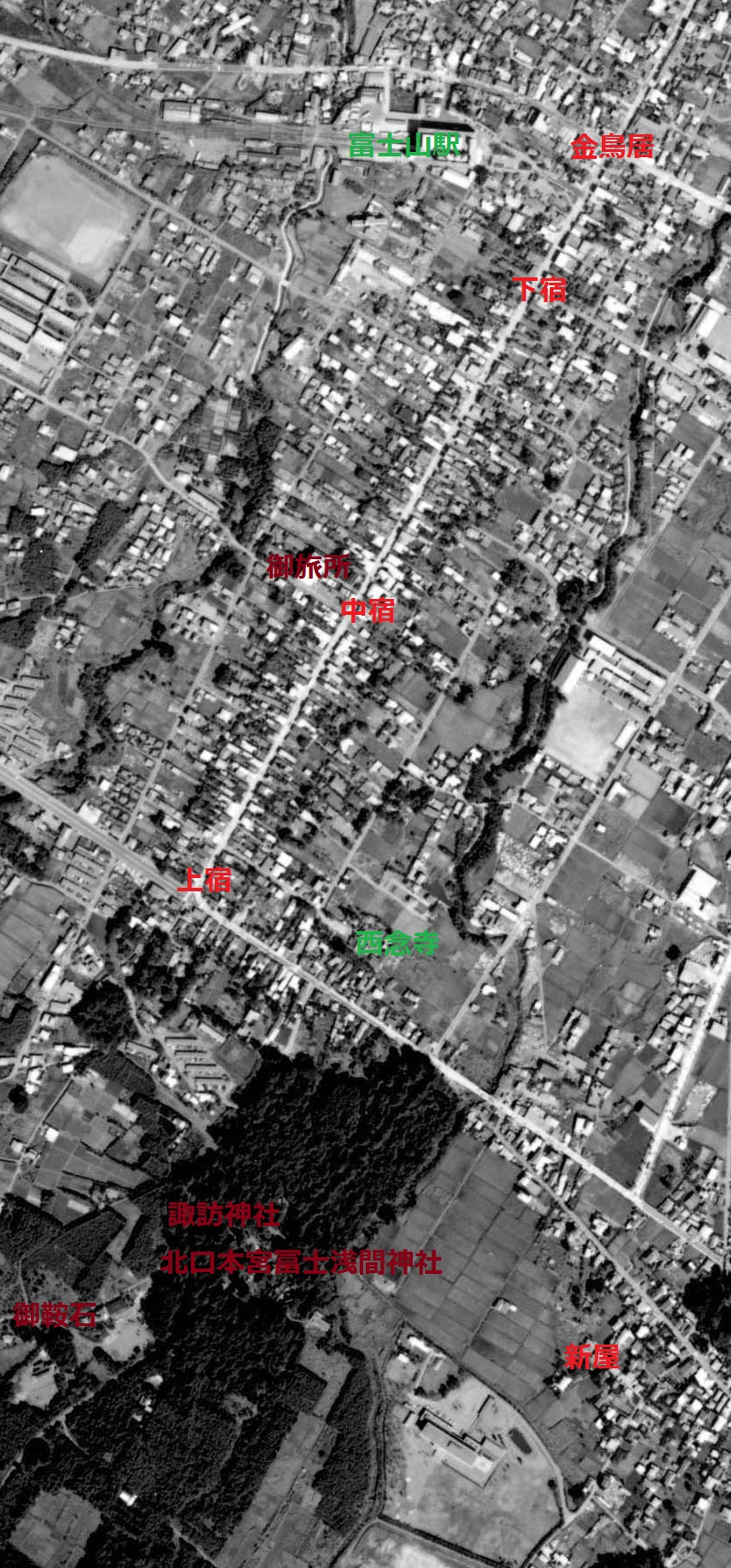
上吉田地区の空中写真。（1975年撮影）
画像右上の十字路が金鳥居の交差点。そこから南南西方向に伸びる通りが火祭の行われる本町通り。本町通り中程を少し西側（左）に入った白い四角い建物が、御旅所の設営される上吉田コミュニティーセンター。画像下部の木々に覆われた一帯が北口本宮浅間神社。（街路形状等の識別向上のためモノクロ化した。）

吉田の火祭は浅間、諏訪両社の例祭であるばかりでなく、その背景には富士山信仰に関連した富士講社や御師の関わりや、富士北麓地域の民俗風習などが色濃く残されている。この節では吉田の火祭に関連する風習や民間信仰について説明する。

### ブクとテマ
吉田の火祭は浅間神社側にとっても氏子側にとっても、最上級に神聖な祭りである。一切の不浄を排除しなければならず、とりわけ人間の死にかかわるブク（忌服）と呼ばれるものは徹底的に忌避されている。上吉田の住人は前年の祭りから1年間の間に身内に不幸のあった者を「ブクがかかる」と表現し、ブクのかかった者は祭礼の期間中、上吉田地区以外へ出ることになっており、これを「テマ（手間）に出る」と言う。身内、正確には血縁者に不幸があった者は不浄であり、世話人やセコを務めることはもちろん、祭事の一切に関わることはできない。そればかりか、火祭の火を見ることすら許されないという厳しいものである。火祭のテマのしきたりが、いつ頃からあったものなかはっきりしない。だが『甲斐国志』の諏訪明神の項に現在のテマのしきたりとほぼ同じ内容の記載があることから、今日の禁忌がすでに近世後期には成立していたことが確認されている。
ブクのかかった家をアラブク（新服）と言い、家人は泊りがけでテマに出かける。この際、近所の家からアラブクの家に対して、うどん粉やそば粉などをタマブチと呼ばれる漆器の桶に入れて贈られる。これをテマ見舞い、贈られる粉をテマ粉と言う。またテマの期間中に着用する服をテマ着と呼ぶ。火祭が終わった翌朝、テマに出た人は金鳥居の下に戻ってくるので、近所の人々がテマを迎えたという。また、上吉田から逃げずに玄関を閉ざし家に閉じこもって火祭をやり過ごし、その旨の張り紙をして祭りの2日間は一種の謹慎生活を送る場合もある。これを俗にクイコミ（食い込み）と言う。これらのしきたりは2012年現在も厳格に守られている。ブクのかかった者が、それを隠してセコ（神輿の担ぎ手）となり、神輿を担いだなら必ず事故に遭い大怪我をすると言われており、実際にそのようなことが何度か起きているという。
なお、御師家においてもブクによる祭り参加の禁忌はもちろん固く守られている。だが御師の場合、火祭の当日には多くの講社を受け入れなければならず、宿坊を閉めるわけにもいかない。そこで、御師本人にブクがかかった場合、当人のみが部屋の奥の納戸などに閉じこもり、宿泊中の講員らと顔を合わせないようにしている。講社の世話や食事作りなどは、御師本人の配偶者や親類などの姻族にまかせる。ブクは個人にかかるものなので、血のつながりのない妻にはブクはかからないのである。

### 世話人
吉田の火祭の挙行に最も重要な役割を果たす役職が世話人である。火祭における世話人は、浅間神社の氏子地域を構成する上吉田地区の、上中下の三町（宿）から選出される神社への奉仕役であり、この地に代々居住する地つきの家々の男性が年毎に就任する。構成は浅間神社に近い上町から4人、その下手にあたる中町から4人、金鳥居のある下町および中曽根地区から6人の計14人である。年齢的には20歳代から40歳代の男性に限られており、厄年（数え年42歳）までに世話人を務めるものとされ、なおかつ既婚者であることが絶対条件である。
世話人は浅間神社の主要な年間行事にかかわり、とりわけ火祭は最も重要な奉仕であるとともに晴れの舞台である。しかし世話人は祭りの顔役であり名誉ある役職ではあるものの、長老格としての祭役ではない。よって氏子住民や神輿の担ぎ手であるセコ（勢子）に対しては、あくまでも遜った態度で接する下働き役に徹する。火祭の2日間、14人の世話役は揃いの衣装をまとい提灯を掲げ、神輿の先導、松明への点灯など、さまざまな神事の運営にあたる。ただし、これら祭り当日の運営指揮は世話人としての仕事の一部に過ぎず、実際には長期間にわたり火祭の準備作業に関わるさまざまな奉仕作業に勤しむ。特に祭礼当月の8月になると、約1ヶ月間にもわたって自らの仕事も休み、祭りの準備に忙殺される。中でも重要な仕事は、祭りのメインとなる大松明の奉納寄進者を募り、その寄付集めに奔走することである。その任務は祭礼半年前の春から始まる。
このように世話人は大変な苦労と重責を伴う役職であるため、近年では志願者の確保に苦労している。だが、その重責を果たし終えた後の感激にはひとしおのものがあり、祭礼2日目の神輿を納めた後、随神門の前で世話人一同が男泣きする姿が今日でも見られる。こうして世話人を務めた同期の仲間は固い絆で結ばれ一生涯の友となる。また、「上吉田の男は世話人を務めて一人前」と言われ、この地に生まれた男性であるならば、一生に一度は世話人を務めるものとされている。

### 氏子と祭礼組織

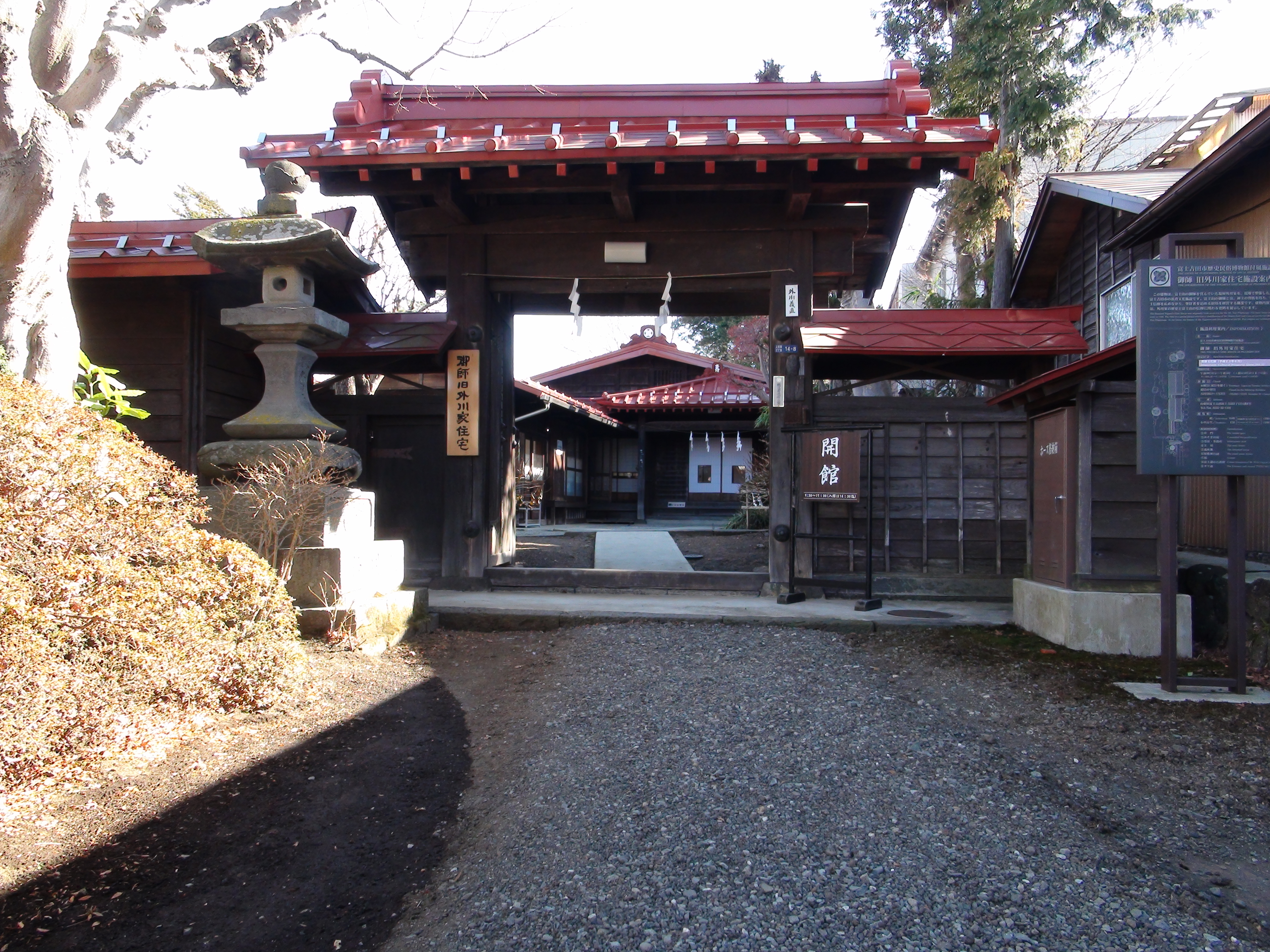
上吉田の代表的な富士御師のひとつ、旧外川家住宅（国の重要文化財）。

浅間、諏訪両社の大例祭である吉田の火祭は主宰こそ浅間神社であるが、実際には氏子をはじめとする多種多様な立場の多数の人々によって運営開催されている。その中心となるのが上吉田地籍の自治会から構成される北口本宮富士浅間神社の氏子である。氏子総代は、上宿（町）、中宿（町）、下宿（町）、中曽根の各町から2名の合計8名で、区内の選挙により選出され任期は3年である。文化財としての「吉田の火祭保存会」は、この総代会の組織とイコールであり、祭事全般におけるさまざまな運営の中心的な組織である火祭実行委員会の進行運営会計を取り仕切る。
この他の組織には神職、神楽を奉納する神楽講、氏子青年団、地元消防団、神輿の担ぎ手である複数のセコ集団などがある。特筆すべき吉田の火祭特有の組織としては、上吉田地区内の御師から構成される北口御師団がある。御師団は祭りの際、神職とともに白い祭服を着用して随行し、外見上は神職と見分けがつかない。相違点は後述する2基の神輿のうち、浅間神社の神職は先頭を行く明神神輿を担当するのに対し、北口御師団は後方の御山神輿の神事を担当することである。

### 火祭における御師と講社
上吉田の御師は中世末期以降、富士山と講社（富士講）を結ぶ役割を果たし、近世には86家、明治初年には101家を数え、多くの講社を檀家に持っていた。しかし太平洋戦中戦後の不況や、1964年（昭和39年）に開通した富士スバルラインによって登山経路が変化したことなどにより、宿泊者が減少し廃業した御師家は多い。2012年現在、北口御師団に加入している御師家は35家、そのうち講社を受け入れ営業を続けている御師は、筒屋（つづや）、大国屋（だいこくや）、上文司（じょうもんじ）、菊谷（きくや）の4家である。御師の住宅は歴史的価値を認められ、旧外川家住宅（塩屋）、小佐野家住宅（堀端屋）は、それぞれ世界遺産富士山-信仰の対象と芸術の源泉の構成資産となり、国の重要文化財に指定されている。上文司家住宅（上文司）、原家住宅（竹屋、竹谷）は、それぞれ国の「登録有形文化財（建造物）」に登録されている。富士信仰の講社は、宿坊である御師に宿泊して浅間神社に参拝し、富士山へ登拝し御師に縁のある山小屋に泊まり、山頂で拝みを上げて下山するのが古くからの慣わしであった。しかし今日では御師に宿泊せず休憩だけする講社が多い。宿泊を伴う各講社は滞在中各種儀礼を行うが、詳細については後述する。

## 祭礼の年間経過
吉田の火祭は、祭りの規模が大掛かりである上に、祭りの段取りも非常に複雑であり、実際には、ほぼ丸1年間の準備過程を経て開催されている。祭りの2日間はその総仕上げであり、それだけを見ても祭事の全体像を捉えることは困難である。この節では、祭礼に関する準備過程、段取りを通じて、それらに携わる世話人、氏子、講社、御師などの動きについて説明する。

### 春から夏へかけての祭礼準備

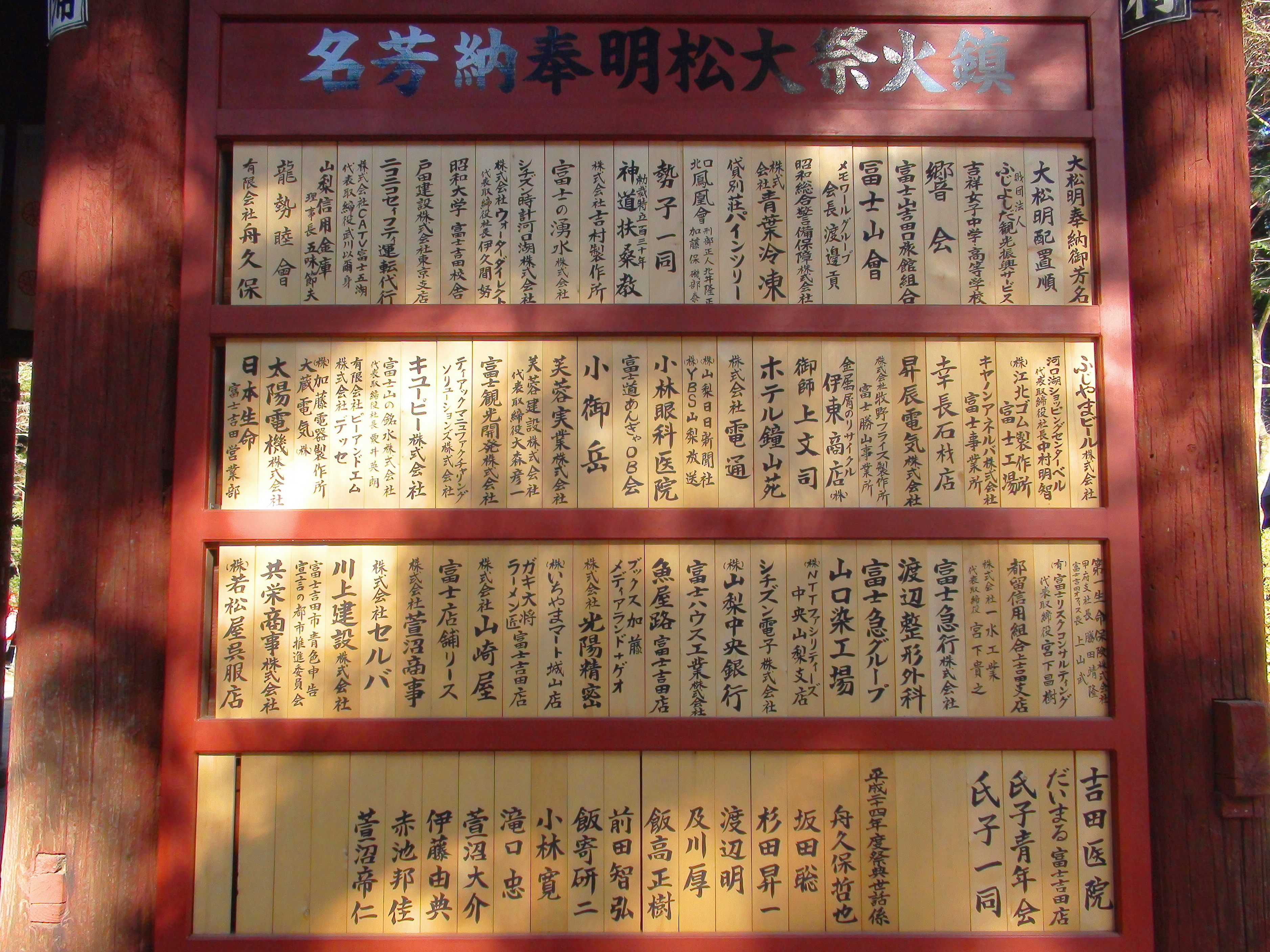
浅間神社随神門にある、2012年度の大松明奉納者芳名板。最下部には当年度の世話人14名の名前もある。

上吉田地区の上中下の三町では、毎年1月15日の小正月を中心に、各町の道祖神祭りがそれぞれ行われる。古くからこの地区における年度の区切りは各町の道祖神祭りとなっており、この時に新旧世話人の交替式が浅間神社の拝殿で行われる。交替式では、前年度世話人の退任式に続いて新年度世話人の新任式が行われ、14人の新年度世話人に揃いの法被や祭りの衣装などが手渡される。
新年度世話人の初仕事は、2月3日に行われる浅間神社の節分祭である。世話人は上吉田地区各戸を回って節分祈祷の申し込みを受け付け寄付を集めるのと同時に、新年度世話人就任の挨拶も兼ねる。特に火祭当日に神輿を担ぐセコ役の人々に対する挨拶が重要で、三町とも「勢子名簿」と呼ばれるものを持っており、それに基づいてセコのいる家々は全戸を回る。各戸には俗に「勢子セット」と呼ばれるバケツ、タワシ、ほうき3点1組の生活用具が配られる。これらは上吉田の三町全体で約1000組ほどになる。3月に入ると大松明の寄進者を募る活動が始まり、世話人は手分けして富士吉田市内および近隣の各種団体、民間企業等への挨拶回りを行う。
5月5日には「お初申（おはつざる）」と呼ばる浅間神社の初申祭が行われ、世話人は金鳥居下の中曽根地区から最上部の上町までの1キロほどの本町通り両側に、えんえんと注連縄を張る作業を数日前から行う。浅間神社の境内でも、神前に立つ太郎杉ほか3本の神木の注連縄を新しいものに交換する作業も行う。大松明奉納寄進集めが本格的に始まる6月初旬、この年最初の火祭の打ち合わせ会議が浅間神社社務所で開催される。神職、氏子総代、御師団、世話人らが出席し、今年度の祭礼の計画や注意事項、警察などへの申請事項に関する説明と討議が行われる。

### タイマツ（大松明）の結初式

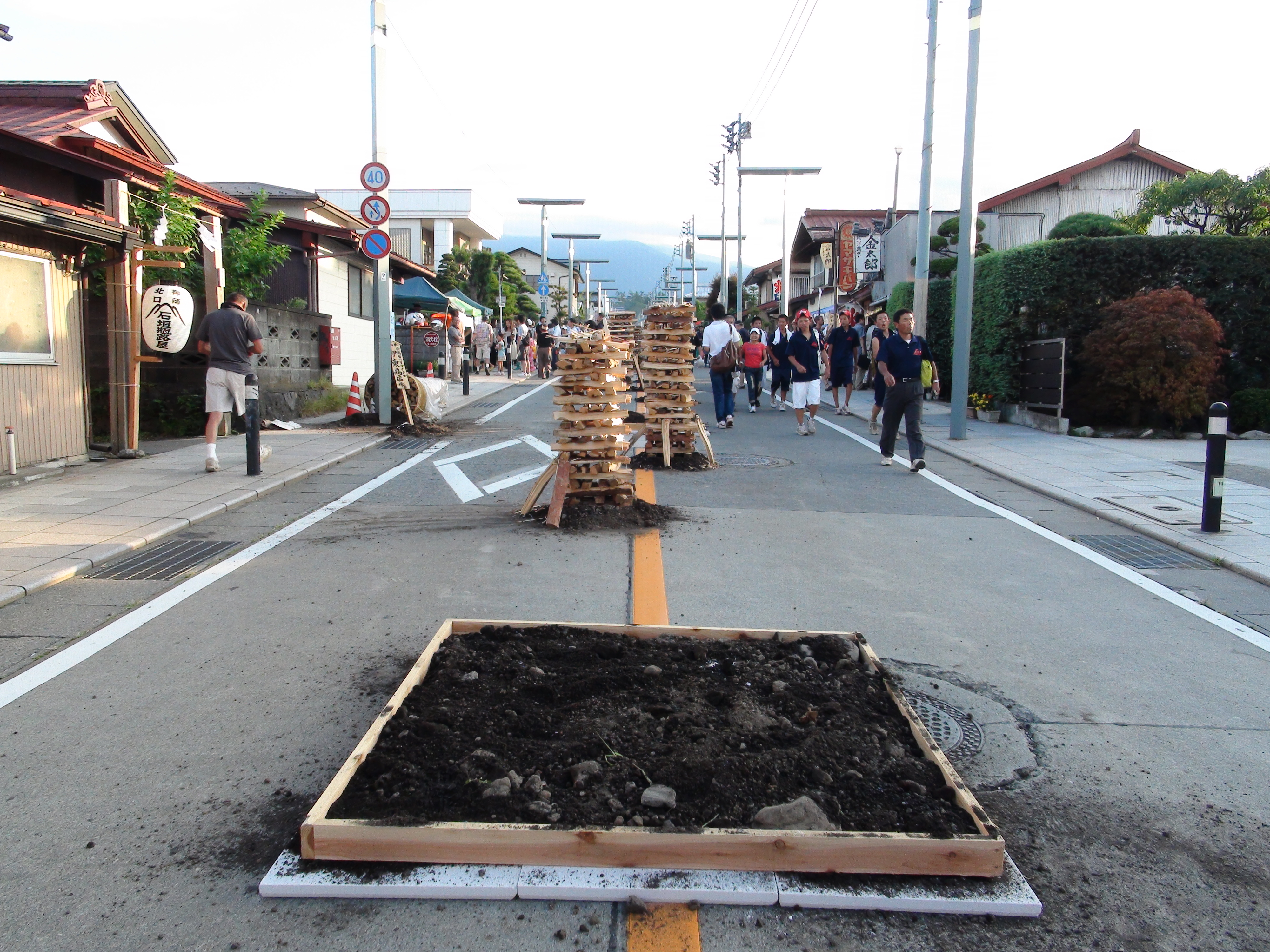
26日夕刻の上吉田本町通り。タイマツの準備が始まる。左手に御師の提灯が掲げられている。

8月が近づくとタイマツ作りが始まる。毎年70本から80本にもなるタイマツ作りの作業に当たるのは、上吉田地区の西隣に位置する松山地区の職人7-8名で、古くからタイマツ作りの技術を受け継いできた人々である。その中心的な存在が和光家であり、代々にわたってタイマツ作りを請け負ってきた。職人たちは普段は農業などに従事しているが、祭りの直前の1ヶ月間は連日のタイマツ造りに追われる。タイマツの奉納寄進者は、前述したように世話人が募って集めるが、2005年現在ではそれを富士吉田市観光協会が集約し、一括して松山地区の職人仲間に発注する形がとられている。
タイマツを作る作業場は、上吉田地区にある木材流通センターの一角に設営されており、職人たちは毎日ここに通ってタイマツを作り続ける。木材流通センターで作るようになったのは1975年（昭和50年）頃からであり、それ以前は御師の家の庭などに職人が通って作っていた。
タイマツを作り始める前日の7月下旬、木材流通センターで浅間神社から神職が出向き御祓いを行うタイマツの結初式が行われる。参列者は、職人仲間、木材流通センター職員、世話人、氏子総代、市観光協会などの関係者である。木材流通センターは普段は材木や資材の置き場になっているが、タイマツ作りの期間中は入口に注連縄を張り、その中で作業に勤しむ。

### タイマツの製作
吉田の火祭を象徴するタイマツ（松明）の形状は大きく分けて、大松明と井桁松明に分けられる。このうち奉納者を募り、職人によって製作されるのが祭りでも目立つ筒状の大松明である。一方の井桁松明は、祭事当日の夕方に各家々で薪を井桁状に組上げて作られる松明である。これら松明に使用される木材もまた、ブクの忌避が厳格に守られており、特に中に詰めるアカマツの薪は、どこの山から切り出されてきたものなのか職人は把握しておかなければならず、ブクのかかった山林所有者の木材は使用されない。ここでは職人によって作られる大松明について説明する。

#### 経木の準備
大松明の製作に先立って、大松明の外側を覆う経木の準備が行われる。経木に使用される木材はアカマツであり、上吉田地区東隣にある新屋地区の堀内経木店が納めている。経木製造の規格は、長さ1尺7寸、幅4寸が主なものであるが、この他にも2種類、計3種類の規格がある。なお、ここで使用されるのは曲尺（かねじゃく）であり、1尺はおよそ30.3センチメートルである。タイマツ製作のための機械は「ムキの機械」と呼ばれ浅間神社が所有者であるが、この機械はタイマツ製作以外には使用されないので、現在は前任者から引き継いだ堀内経木店が預かっている。1尺2寸から3寸に切った赤松の外皮を、手剥きの道具で剥いた後、ムキの機械を使用して経木にする。経木を30枚から50枚に重ねて、マルノコと呼ばれるノコギリで5寸幅に裁断すると経木は完成し、大松明製作まで保管される。

#### 大松明の製作

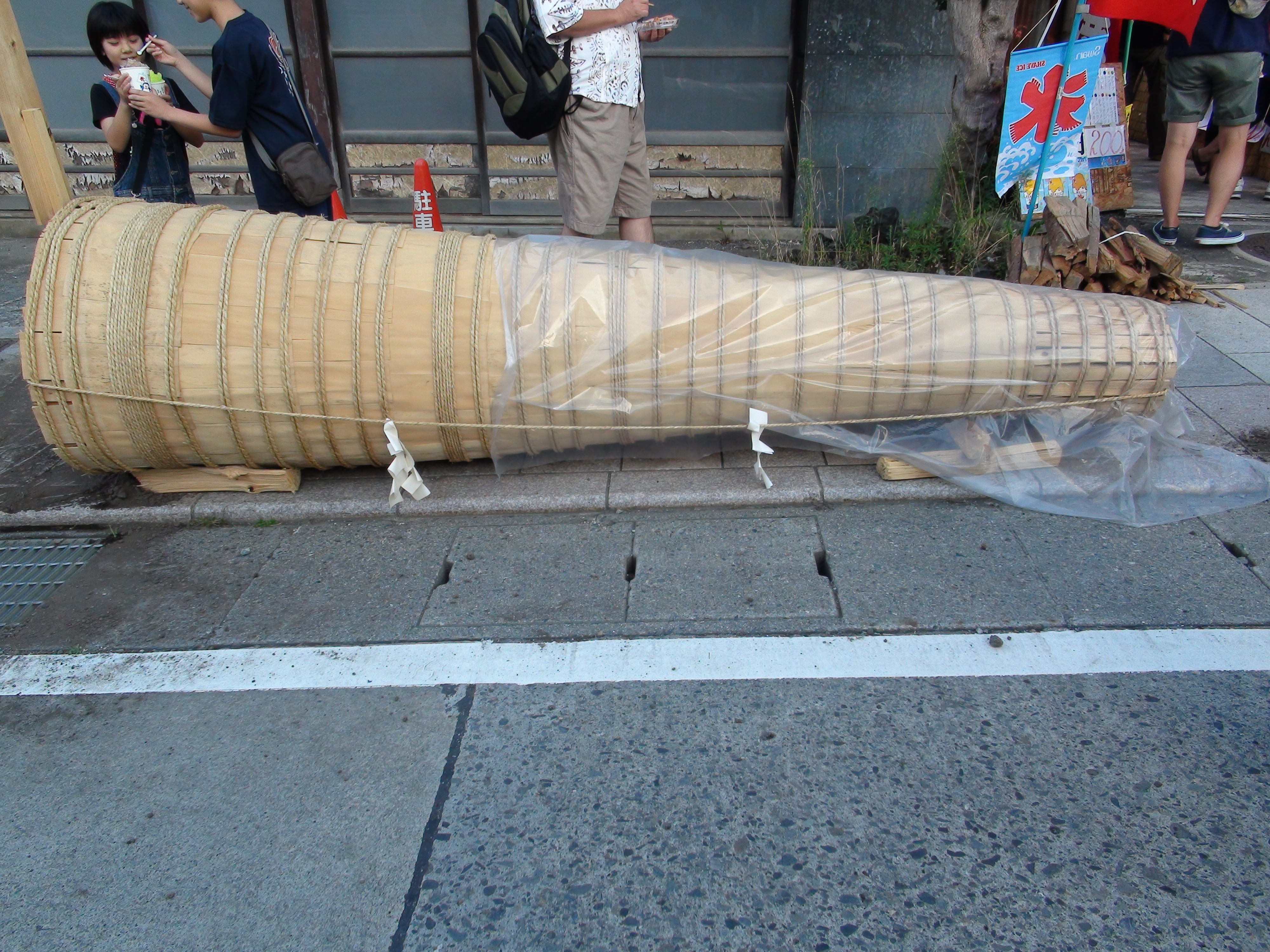
沿道に置かれた大タイマツ。

結初式の翌日より大松明の製作が始まる。大松明はかつて大中小の3種類の大きさがあったが、2012年現在では、大11尺（高さ約327センチ、上部直径約42センチ）と、中10尺（高さ約310センチ、上部直径約36センチ）、底面の直径はそれぞれ約90センチの2種類である。（厳密には、地区内の小学校や保育園などから高さ170センチほどの子供用松明が、毎年3-4基ほど奉納される。これは職人の指導を受けながら各機関の関係者によって作られる。）このうち、11尺の大松明は御旅所用の2本のみで、残りはすべて10尺の大松明である。結初式の後、最初に作られるのがこの御旅所用の11尺の2本である。
大松明の中に詰められる薪は経木と同じくアカマツが使用される。細かく裁断した薪を順々に重ね合わせながら、松明の芯となるヒノキを中心に立て、縄を幾重にも張りながら徐々に組み立てていく。形が整ってきたところで外側を経木で覆い、周囲を何ヶ所も縄で巻き上げていく。最後に松明を横にして、下部から隙間に薪を入れたり、底部を何度も叩いたりしてバランスを調整する。なお、最上部には点火がスムーズに行われるよう松脂（マツヤニ）の束が置かれる。
大松明は1基の重さが200キロにもなり、燃え尽きるのに約4時間半から5時間かかる。この大きさの松明が、上部に点火され最後まできれいに燃え切るためには、薪の大きさや、割り方、組み方、隙間の調整など微妙なさじ加減があり、長年の経験による熟練した技巧を要する。1日に作られる大松明は平均3基から4基で、20日間ほどをかけて70数基の大松明が作られていく。

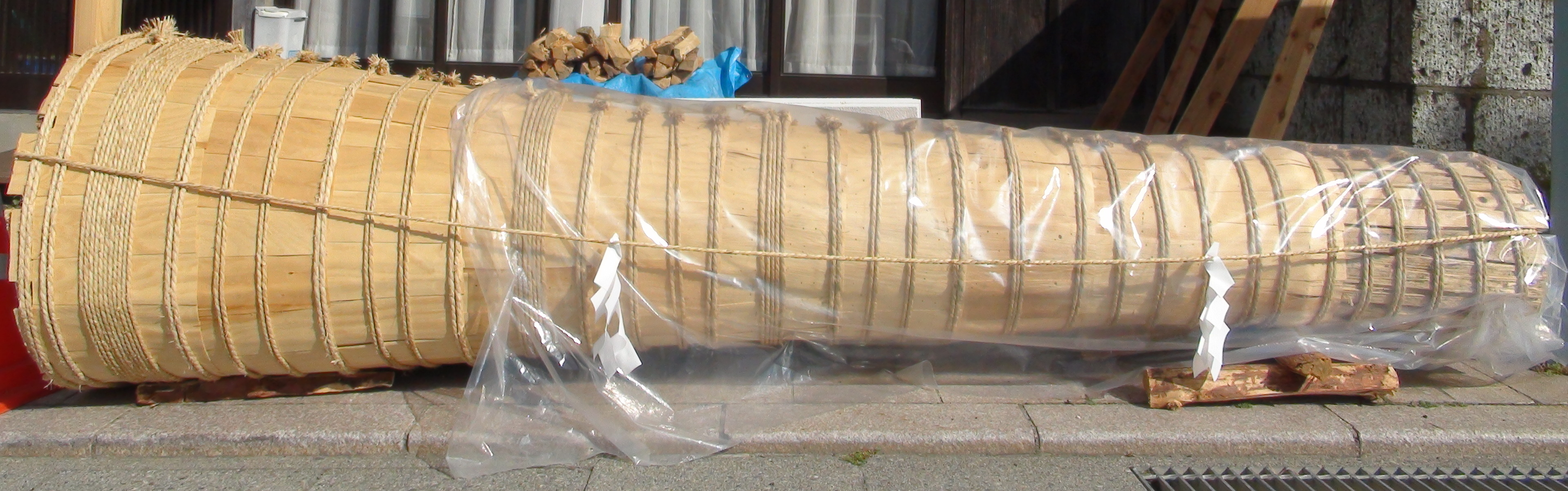
本町通りの路肩歩道に置かれた10尺の大タイマツ。

#### 井桁松明

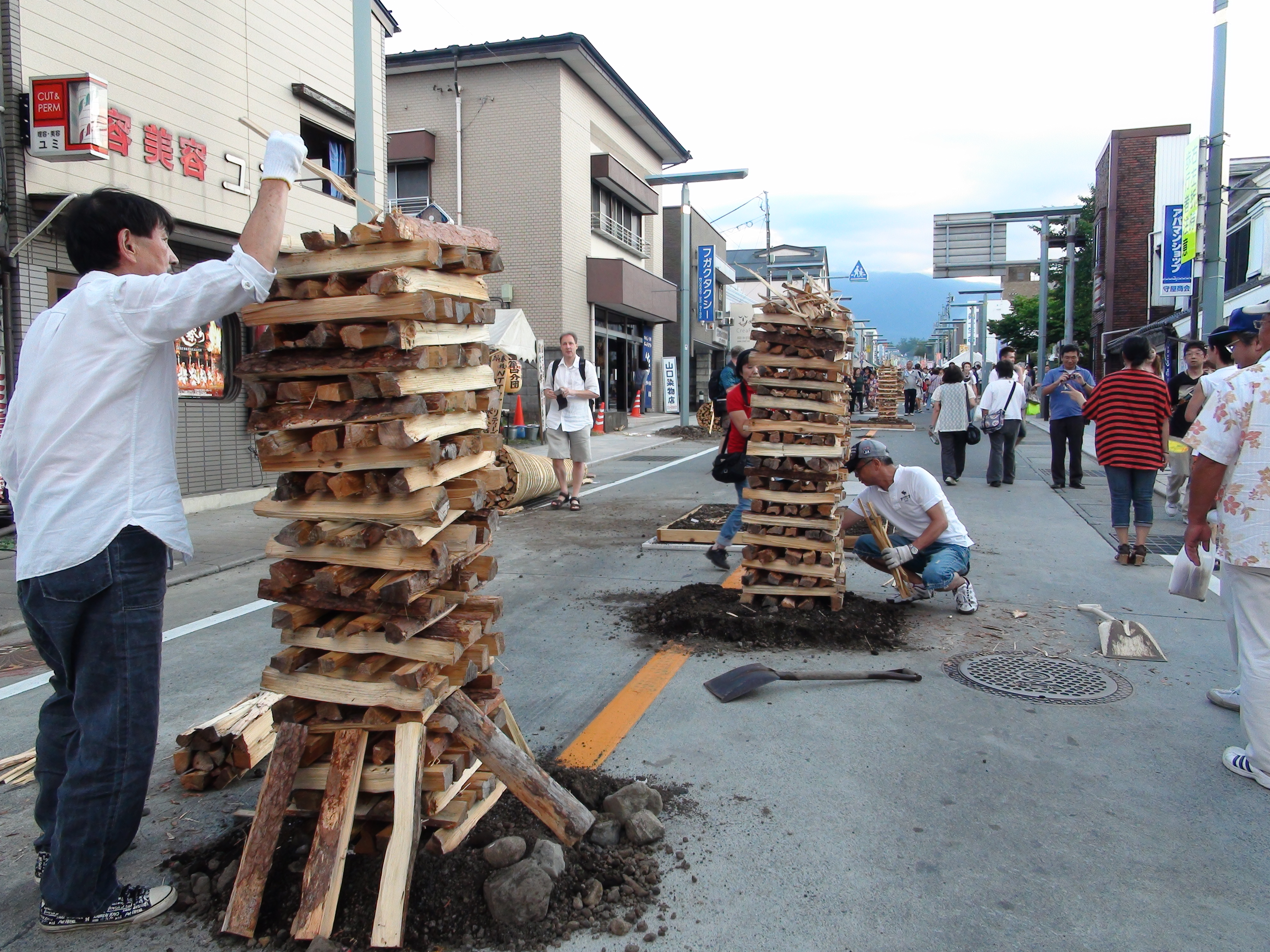
沿道の家々では井桁タイマツが積み上げられていく

井桁松明（イゲタタイマツ）とは鎮火際の当日に、各家の前に井桁状に積み上げられる薪のことである。かつては自分の家の山林からアカマツを切り出したり、懇意にしている職人に頼んで薪を用意していた。今日では木材流通センターなどから、1把約600円程度のものを10把から15把購入する家が多い。薪を積むにはまず、世話人が前もって道端に用意しておいた砂を敷き、塩を撒いてから井桁上に組上げていく。高さはおおむね170センチほどである。点火する際に各家の主人によって四方に塩が撒かれる。また、大松明と同様に点火をスムーズに行うため、薪の上部には束にした松脂が置かれる。

### 八月の祭礼準備
8月に入ると世話人の仕事も多忙をきわめるようになり、各自の稼業を休みながら世話人の仕事に奔走する。特に祭り直前の10日間ほどは、完全に本業を休み全休状態で祭りの準備に明け暮れる。世話人は、火祭の1ヵ月前から精進潔斎の生活に入り、女人に触れてはならず、世話人の妻も祭りの場ではあまり表に出ないものとされている。浅間神社の神職らもまた、祭礼期間中は潔斎の生活を送り、豚肉や牛肉など4つ足の動物を食するのは禁忌される。
8月初旬からの世話人の仕事を順に挙げると、祭典寄付集めと集計、神輿巡幸時にセコらの休憩所となる家々への挨拶回り、神輿行列を先導するアゲ太鼓のバチの製作（バチのみ年毎に新調され、山から切り出したクルミの木を削って作る。）、タイマツの点火材として使われるヤニ木（松脂）の採取および作製（約80組）、御旅所に立てる6本の御神木に使用するモミの木と、榊の代用となるソヨゴを富士山麓の恩賜林の奥深くまで行って切り出し、上吉田コミュニティーセンターでの御旅所、神楽殿の設営、大松明を運搬し本町通りの所定位置道端へ設置、山砂の敷布など、休む間もなく連日連夜準備に追われる。

### 祭礼当日の準備

#### 神輿の準備と諏訪神社法楽
8月26日、吉田の火祭祭礼当日になると、午後3時開始の神事に先立つ最終準備が行われる。
朝9時、世話人は浅間神社に集まると、諏訪神社拝殿内に併設された神輿庫から2台の神輿を外に出して担ぎ棒を取り付ける。吉田の火祭で使用される神輿は2台ある。1台は明神神輿といい、現在のものは1990年（平成2年）に152年ぶりに新調された神輿で、以前はもっと小型の神輿であった。もう1台は赤富士をかたどった重量1トンにもなる巨大な山形の神輿で、一見すると到底神輿には見えない形状のものである。この富士山をかたどった神輿は、オヤマ（御山）、オヤマサン（御山さん）、ミカゲ（御影）、富士御影（以下、御山神輿と記述する。）などと呼ばれる。御山神輿は近世初頭の「御訴訟」の古文書にも富士山型の形状をした神輿の記載が見られ、その後も複数の古文書等に記されており、古くから明神、御山の2台の神輿が祭礼に関わっていたことが確認されている。
また同日午前10時頃から、古くから諏訪神社の祭祀に深く関わってきた、同じ上吉田地区内にある時宗西念寺住職により、神前読経による仏式法楽が行われる。西念寺住職をはじめとする3名の時宗僧侶は、氏子総代、世話人らに先導され諏訪神社の本殿前に並んで立ち、般若心経と阿弥陀経の読経を行う。読経が終わり僧侶らは社務所の直会へと退席するが、その際にも浅間神社拝殿の前で立ち止まり深々と頭を下げ神前に拝礼していく。このような神仏習合の姿が今日でも見られる。西念寺僧侶は26日午後の神輿渡御と、翌日27日の還幸時にも道路端まで出向いて迎え読経を行う。なお、西念寺住職家で身内に不幸があった場合、やはりブクがかかることになるので、法楽を務めることができず、このような場合には、同宗の他寺院から僧侶を招いて代行される。

#### 富士講社の坊入り
各地の富士講社は祭礼に参加するため、26日の昼頃までに富士吉田市内に入り、各講社の所属する御師坊へと入る。講員は御師坊に入ると、講社のマネキ（講社名を染め抜いた布旗）を、坊の玄関先やタツ道の入口に掲げるので、どの御師坊にどの講社が滞在しているのかが外からでも分る。講員らは行衣（ぎょい）に着替えて午後3時から始まる浅間神社本殿祭へ向かう。
一般的な富士講員の服装は、白の宝冠、行衣、行袴を着て、手に白の手甲、脛にも白の脚絆をつけ、わらじもしくは足袋を履く。頭に被る宝冠は7尺2寸の布であるが、現在これをかぶるのは秩父大丸講、丸伊講、丸金講の講社だけである。また、講社が御師坊に滞在してる間、世話人が挨拶回りに各御師坊を回り、各講社、御師坊からご祝儀を渡される。
御師坊では家族総出で講社の世話に追われる。どの御師坊でも部屋数に余裕がなく、複数の講社にまとめて部屋に入ってもらい、就寝時にはいわゆる雑魚寝状態になる。食事も講社ごと順番に食べてもらう。

## 火祭りの神事
吉田の火祭は、8月26日の「鎮火祭」と、翌27日の「すすき祭り」とに大別される。この節では2日間にわたって行われる祭事の流れを時系列に沿って説明する。
祭事に関する位置関係は右記に示す座標一覧も参照。

### 鎮火祭（26日）

#### 浅間神社本殿祭

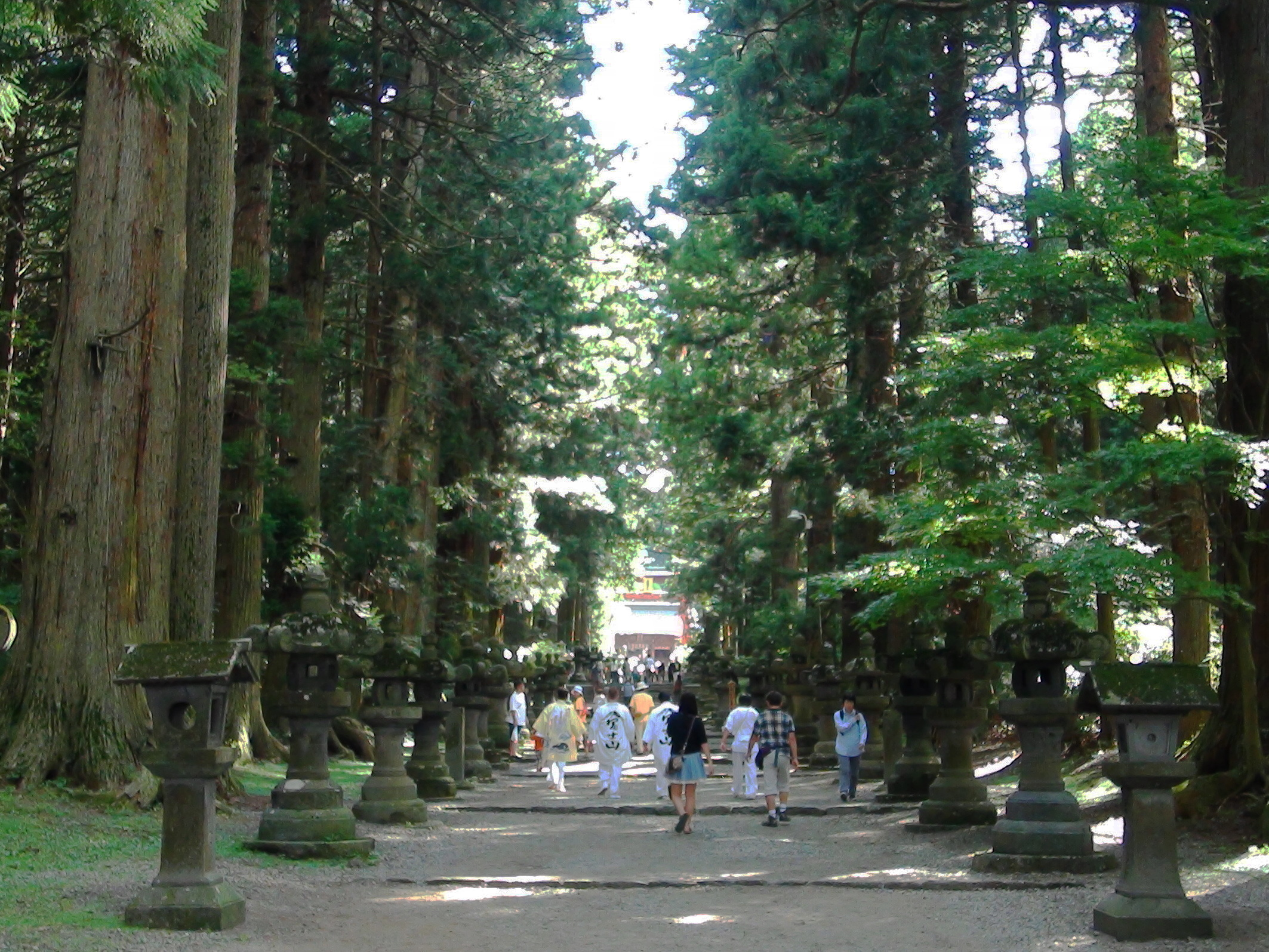
浅間神社参道を行く富士講の講員。

鎮火祭の最初に行われる神事が、26日午後3時より浅間神社拝殿内で行われる本殿祭である（北緯35度28分14.78秒 東経138度47分32.66秒 / 北緯35.4707722度 東経138.7924056度）。本殿祭は鎮火祭開始に際し、神輿への動座を浅間神社の祭神に願うための神事である。出席者は氏子総代、世話人、講社、御師団をはじめ、地元選出議員や主要企業関係者などの来賓を含め総勢100名にものぼる。出席者のうち氏子総代10名は、白衣・青袴姿、御師は白い斎服姿、消防団員らは印半纏（しるしはんてん）姿など、それぞれの正装で臨席する。「山梨県神道雅楽会」会員ら4名による三管三鼓の雅楽により越天楽などが奏でられる中、神事が執り行われる。本殿祭の神事は、開扉、献饌、斎主祝詞奉上、斎主玉串奉献、玉串奉献、来賓の玉串奉献、撤饌、太鼓奉仕者へのバチ授与、宮司にならい御一拝、この順序に従い約1時間をかけて粛々と執り行われる。

#### 御霊移しと御絹垣

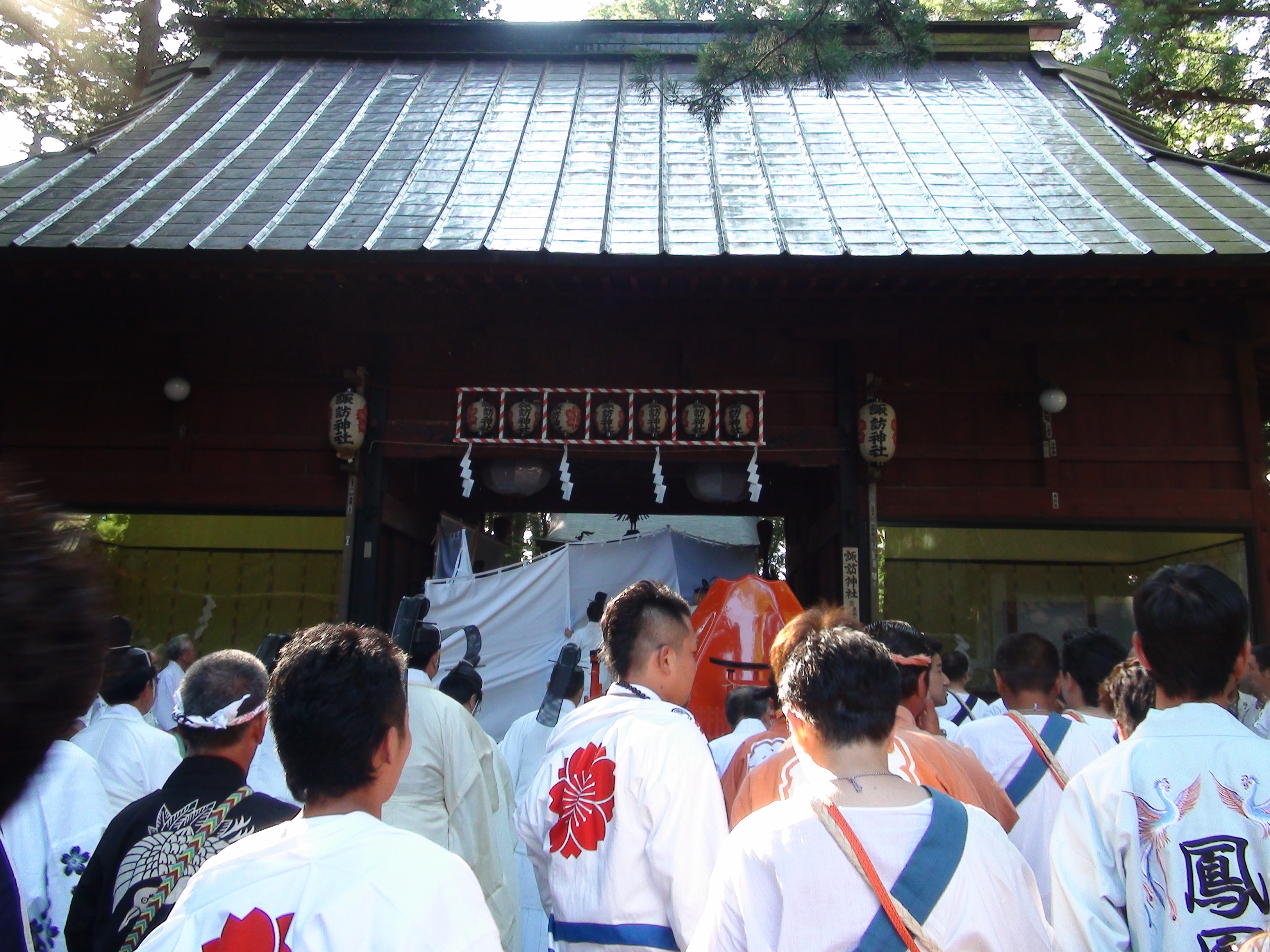
諏訪神社拝殿の御絹垣。

本殿祭が終わると、神輿に浅間神社と諏訪神社の分霊を移す御霊移しの儀式が始まる。御霊（みたま）とは祭神の御神体の分霊をのことであり、御霊代（みたましろ）とも呼ぶ。浅間神社と神輿が置かれた境内社である諏訪神社（摂社）とは、境内を介して約150メートルほど離れており、浅間神社から神輿のある諏訪神社へと御霊を持った宮司が移動するのが御霊移しの儀式である。御霊移しが始まる午後4時頃になると、境内一帯は大勢の参詣者や見学者らで埋め尽くされている。14名の世話人と12名の消防団員は両社を結ぶ境内中央部に一列に並んで、一般参詣者らを入れないようにして御霊の通り道を明ける。
社殿内と境内の照明や電気はすべて消され、薄暗くなった浅間神社拝殿奥から神職による「オーッ」という警蹕（けいひつ）の低い声が響き渡ると、純白の布で覆われた御絹垣（おきぬがき）が拝殿内から現れる。御絹垣は6本の支柱の間に大きな白布を張り、御霊を持つ宮司を四方から囲んで隠した幕であり、6名の神職によって持ち抱えられている。神聖な御神体は人目にさらしてはならず、このように幕で隠しながら諏訪神社へ運ばれる。御絹垣の前には道楽・賛者の2名が先導を行い、後側には典儀・賛者と、護衛の御師団が続く。御絹垣の中には宮司と露払い役の行障（こうしょう）の2名のみがおり、宮司は袖の中に御神体（御霊）を抱えながら、神職らの発する警蹕の声に導かれながらゆっくりと進む。参詣者らは低頭して道を明け、光を浴びせたり写真を撮ることは禁忌とされる。御絹垣は諏訪神社に着くと拝殿上にのぼり、そのまま本殿内に納めて安置する。こうして御霊移しが済むと御絹垣は取り払われ、境内の電灯も再び灯され、間を空けずただちに諏訪神社祭が開始される。

#### 諏訪神社祭・御動座祭と高天原での発輿祭

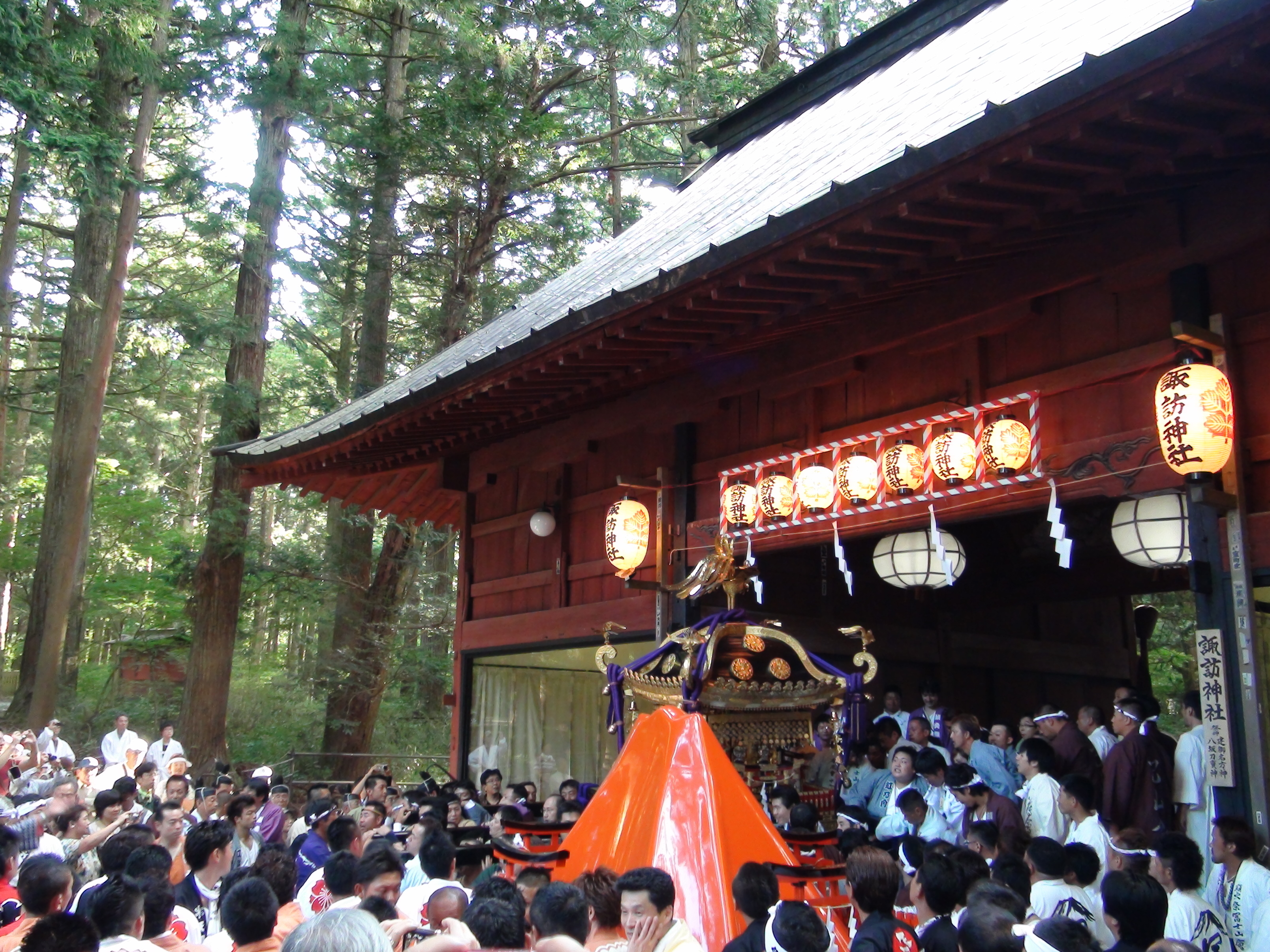
諏訪神社拝殿前の様子。

午後4時20分頃、諏訪神社本殿前において諏訪神社祭が行われる（北緯35度28分17.16秒 東経138度47分30.86秒 / 北緯35.4714333度 東経138.7919056度）。これも浅間神社の本殿祭同様に、諏訪神社の祭神に対し、神輿への動座を乞うための神事である。神前には神職、氏子総代、世話人らが参列して開扉、献饌、祝詞奉上などが行われる。この日、諏訪神社では、午前に行われる西念寺住職による仏式での法楽、そしてこの夕方に行われる浅間神社宮司による神式での儀式と、2度の儀式が行われることになる。やがて諏訪神社祭が終わると、すでに社殿前に集合しているセコに対して、神職が拝殿上から大幣を振り修祓を行う。その後、宮司の手によって神輿への御霊移しが行われるため再び御絹垣が張られ、宮司はその中で諏訪神社と浅間神社の御神体を取り出して両社の分霊を明神神輿に移動する。なお、2社の御霊は2つとも明神神輿に分霊され御山神輿に御霊は移されない。
御霊移しが終わると神輿の出御の準備が整い、2台の神輿は世話人の呼びかけにより、それぞれのセコたちによって諏訪神社から担ぎ出される。しかし、このまま町中に繰り出すのではなく、境内の高天原（たかまがはら/北緯35度28分16.05秒 東経138度47分32.71秒）と呼ばれる四方を注連縄で張られた方形の祭場に一旦置かれる。2台の神輿のうち明神神輿の前で宮司が祝詞を奉上し、神職らが整列して発輿祭の神事が行われ、これが済んで初めて、正式な神輿の出御となる。このように神輿渡御にかかわる諸神事は、すべて明神神輿を中心に行われ、御山神輿に対しては御師団行司が献饌と拝礼を行うのみである。
高天原の神事は10分ほどで終わる。四方の注連縄が取り払われると、セコたちは再び一斉に2台の神輿しに取り付いて担ぎ出し、浅間神社境内を土埃を上げながら勢いよく上吉田の町中へ繰り出していく。

#### 神輿渡御と西念寺僧の読経
神輿行列は次のような順序で構成されている。
先頭から、
1. 唐櫃　唐櫃箱を2名で担ぎ、中には予備の幣束などが入れられている。
2. 真榊　前述したよう当地では榊が育たず、1本ないし2本のソヨゴ（当地ではソヨギと呼ぶ）の木が用いられている。2名で担ぎ、枝先には赤白青緑黄の5色の布帯と細かく刻まれた幣紙が飾られている。
3. アゲ太鼓　2名で担ぎ、1名が叩く。
4. 賽銭役　複数名で構成され、ザルを持って沿道の人々から賽銭を集める。
5. 神職の集団
6. 明神神輿
7. 御山神輿
8. 御師団の集団

以上の順序で神輿行列は進行していく。
このうち重要なのは2台の神輿の先頭を行くのは明神神輿であって、御山神輿はどのようなことがあっても明神神輿を追い抜いてはならないとされている。2台の神輿を担ぐセコは上吉田の氏子青年が中心で、いくつもの小団体が結成されており、団体ごと揃いの法被に身を固めているので、そのセコがどの団体構成員であるのか分る。また、2台の神輿のうち、先頭を行く明神神輿を担ぐのは、世話人経験者からなるセコ団体とほぼ決まっており、一方の御山神輿を担ぐのは、その他の有志団体である。有志団体にはさまざまなものがあり、職場仲間であったり、行きつけの飲食店に集う仲間など、約10団体ほどで、同様に揃いの法被などを着用している。有志団体セコの職業は建設業や飲食業関係者が多い。2台の神輿にはそれぞれ常時50-60人ほどのセコが取り付いており、さらに交代要員も20-30名ほどおり、集団で神輿に取り付いて御旅所まで移動していく。
浅間神社参道を抜け、国道138号線から本町通り南端の上宿交差点に向かう途中では、先述したように西念寺僧侶3名による、神輿行列を出迎え読経が行われる（北緯35度28分27.31秒 東経138度47分35.53秒 / 北緯35.4742528度 東経138.7932028度）。西念寺（北緯35度28分28.25秒 東経138度47分38.91秒 / 北緯35.4745139度 東経138.7941417度）ではこれを御下り・御迎えと称し、正装をして国道端に立ったまま神輿行列が通過するまで読経と焼香を続ける。
なお、神輿の巡行する区間と火祭りの行われる本町通りなどは、富士吉田警察署によって午後4時30分頃より順次、交通規制が敷かれ車両通行止めとなる。そして神輿の通過した場所から、世話人やセコなどにより道端に寝かされていた大松明が立てられて行き、沿道の一般家庭でも井桁松明が組み立てられ始め、沿道には露天商らが出店の準備を始める。

#### 神輿の御旅所入り

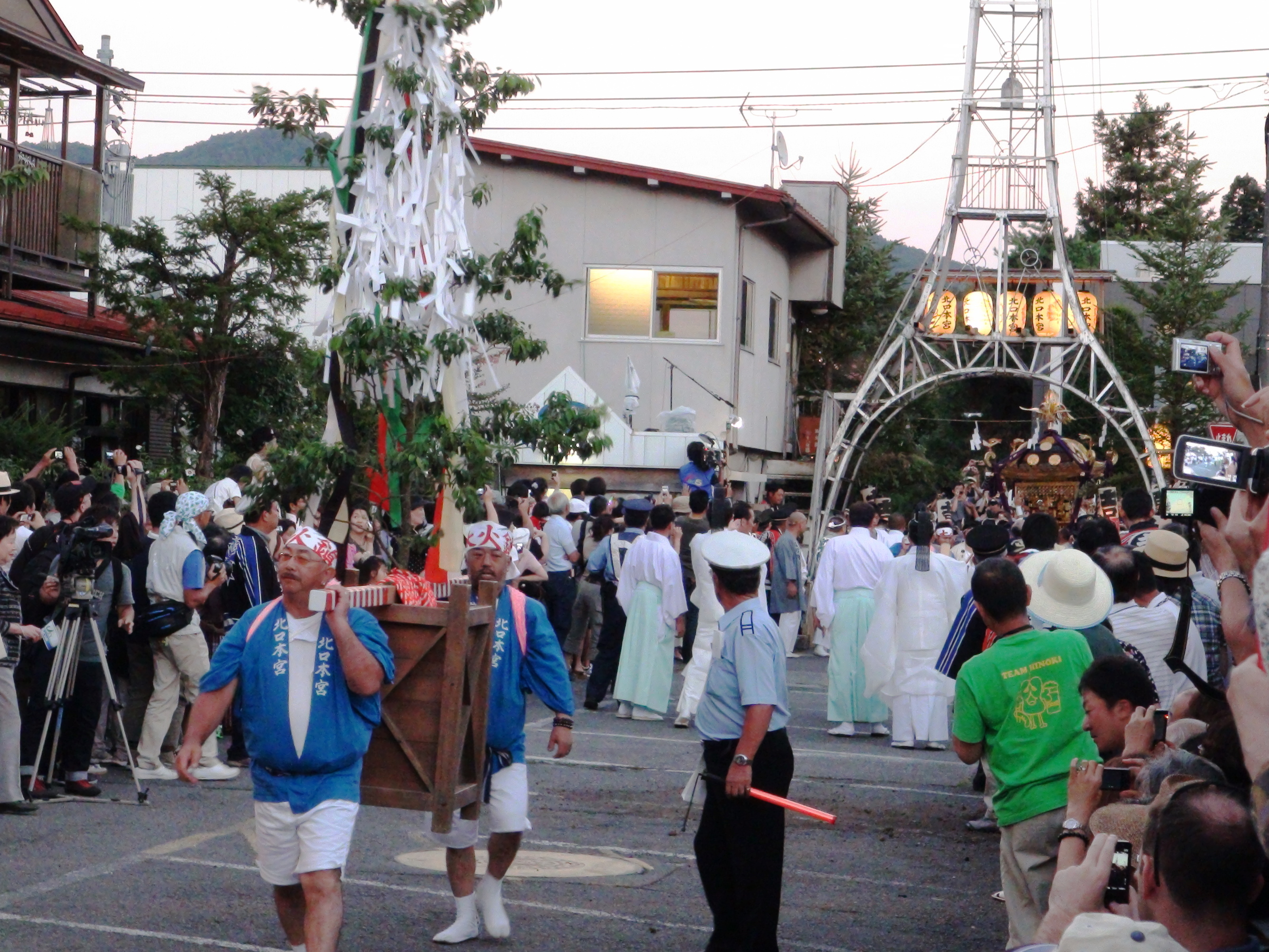
御旅所に到着した真榊。

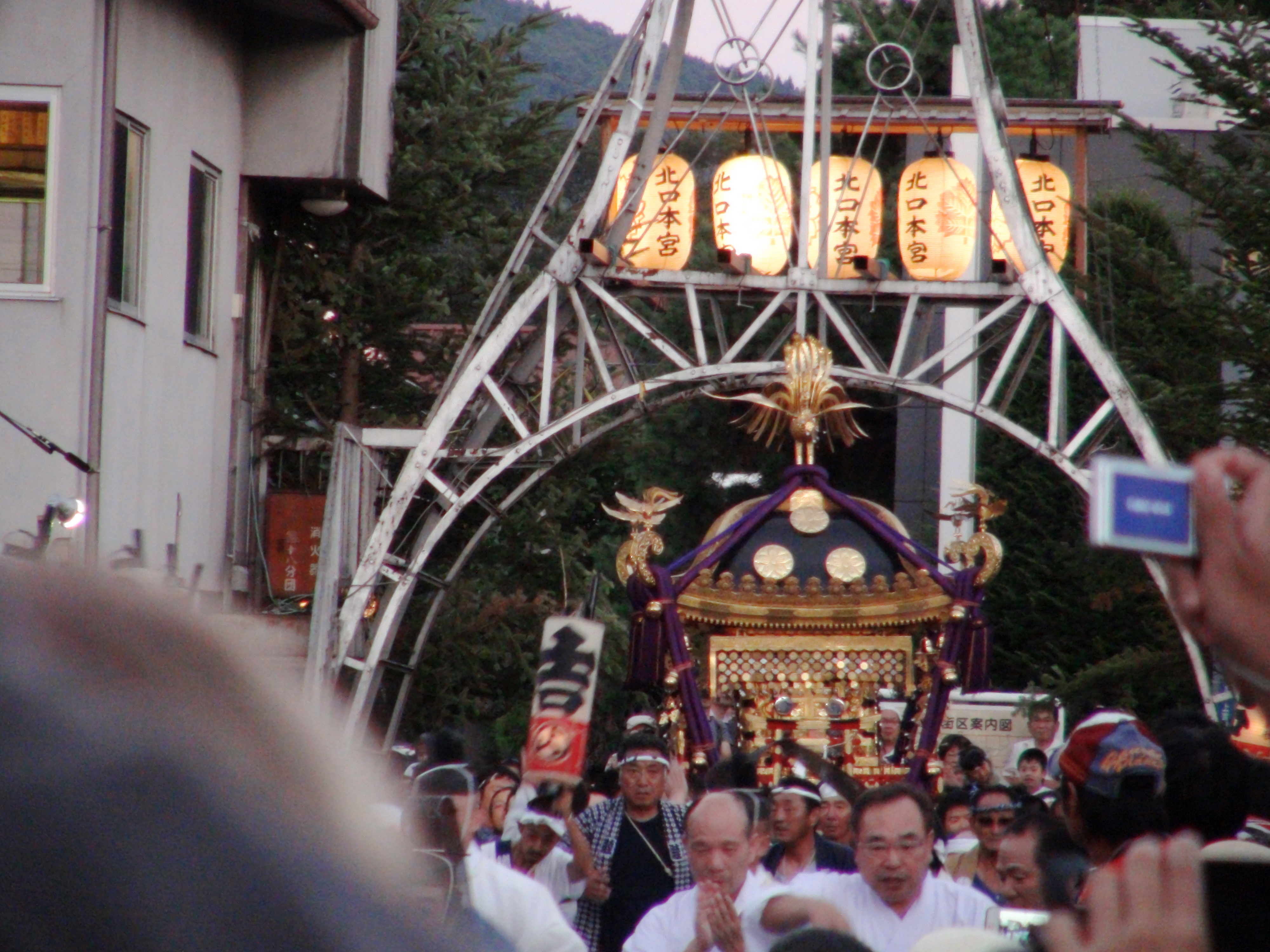
御旅所の火の見櫓をくぐる明神神輿。

浅間神社を出発した神輿行列は、本町通り中程に設けられた御旅所（上吉田コミュニティセンター/北緯35度28分43.31秒 東経138度47分37.05秒）を目指して進んでいく。ただし移動と言っても、一気に向かうのではなく、同じ場所を行きつ戻りつつ数回の休憩を挟みながら、ゆったりとした速度で進んでいく。この際、赤富士をかたどった御山神輿を数回、どすんどすんと路上に投げ落とす。これは御山神輿（おやまさん）を富士山になぞらえ、代わりに噴火させているものだといわれている。
吉田の火祭りの神輿渡御における御旅所は、江戸時代には上吉田中宿（現在の中町）東側に位置した諏訪明神神主である佐藤上総（御師大玉屋）の屋敷であった。1875年（明治8年）からは上吉田中宿西に開校した吉田小学校（現、富士吉田市立吉田小学校）の広場が御旅所になった。1935年（昭和10年）に吉田小学校が現在地へ移転して、旧校地が福地村公会堂や山梨県林業試験場となっても、そこが御旅所であった。1975年（昭和50年）に現在の御旅所が設営される上吉田コミュニティーセンターが建設されて以来、ここが御旅所となり今日まで使用されている。このコミュニティーセンターは最初から御旅所としての利用を考慮して設計されており、現在の祭礼を行う上で重要な役割を果たしている。
日が沈んだ午後6時を過ぎた頃、2台の神輿を従えた神輿行列は御旅所に入る。御旅所の入口には火の見櫓があり（北緯35度28分41.7秒 東経138度47分38.74秒 / 北緯35.478250度 東経138.7940944度）、その両側には世話人によって立てられた2本のモミの木による御神木があり、注連縄が張られている。神輿行列はこの火の見櫓の下を潜って御旅所入りをする。最初に入る明神神輿の屋根に立つ鳳凰のくちばしで、その注連縄を切り落としていくことになっている。セコたちの掛け声は最高潮に達し、見事に鳳凰のくちばしで注連縄が切り落とされると、群集から大きな拍手喝采が起き、それに続く御山神輿とともに神輿行列は御旅所になだれ込んでいく。
2台の神輿は御旅所内の台座の上に向かって右側に明神神輿、左側に御山神輿が安置され、両神輿の前には2名ずつ神職がついて共奉する。御旅所に神輿が安置されると、ただちに御旅所着輿祭と奉安祭の神事が始まり、神職（浅間神社および御師団年行事）、氏子総代、世話人、セコ一同が、神輿の前に整列して拝礼を行う。
|                      |                            |                            |
| 御旅所に駆け込む神職 | 御旅所になだれ込む明神神輿 | 御旅所になだれ込む御山神輿 |

#### 松明の点火

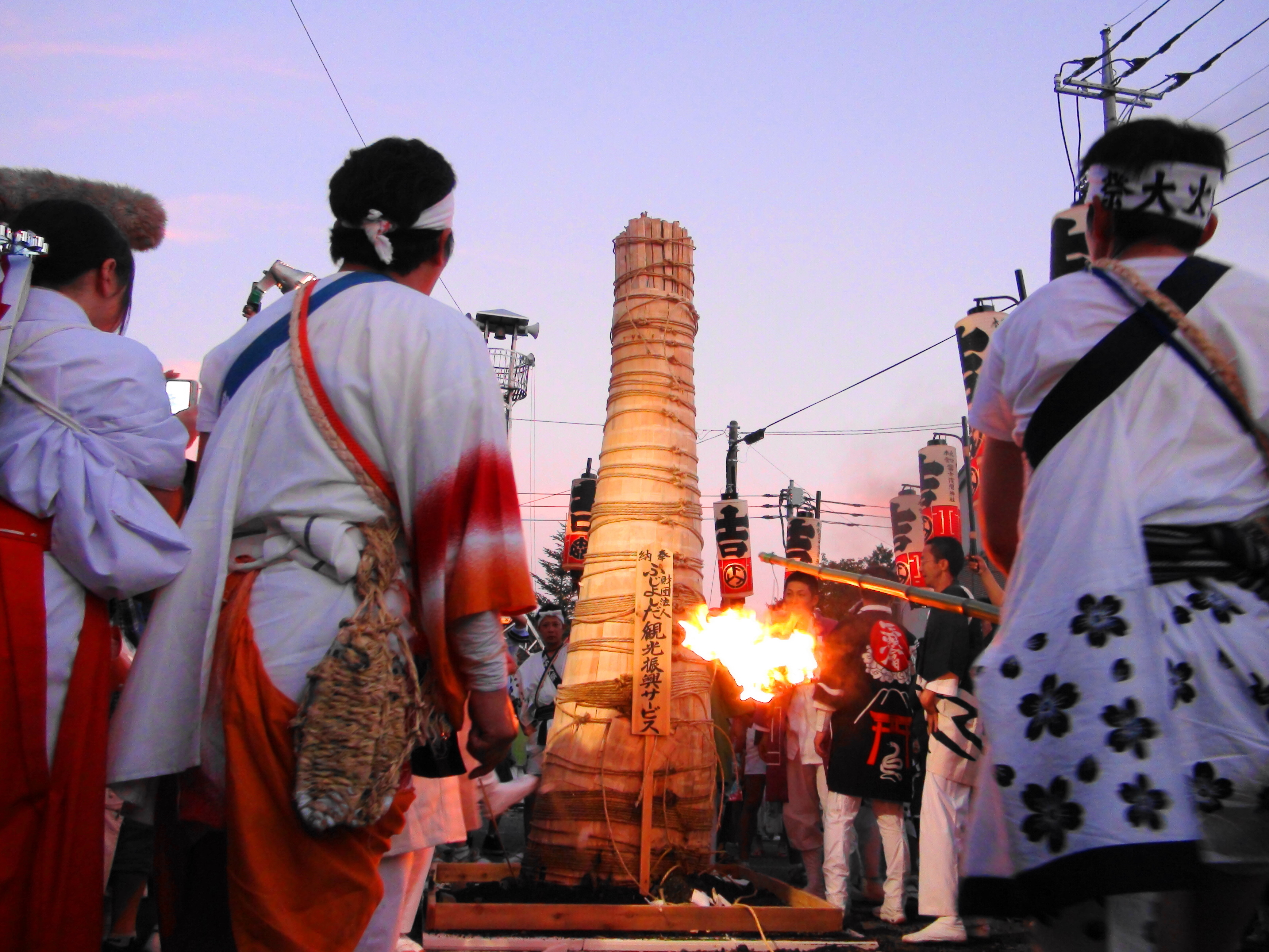
御旅所での11尺タイマツ点火。

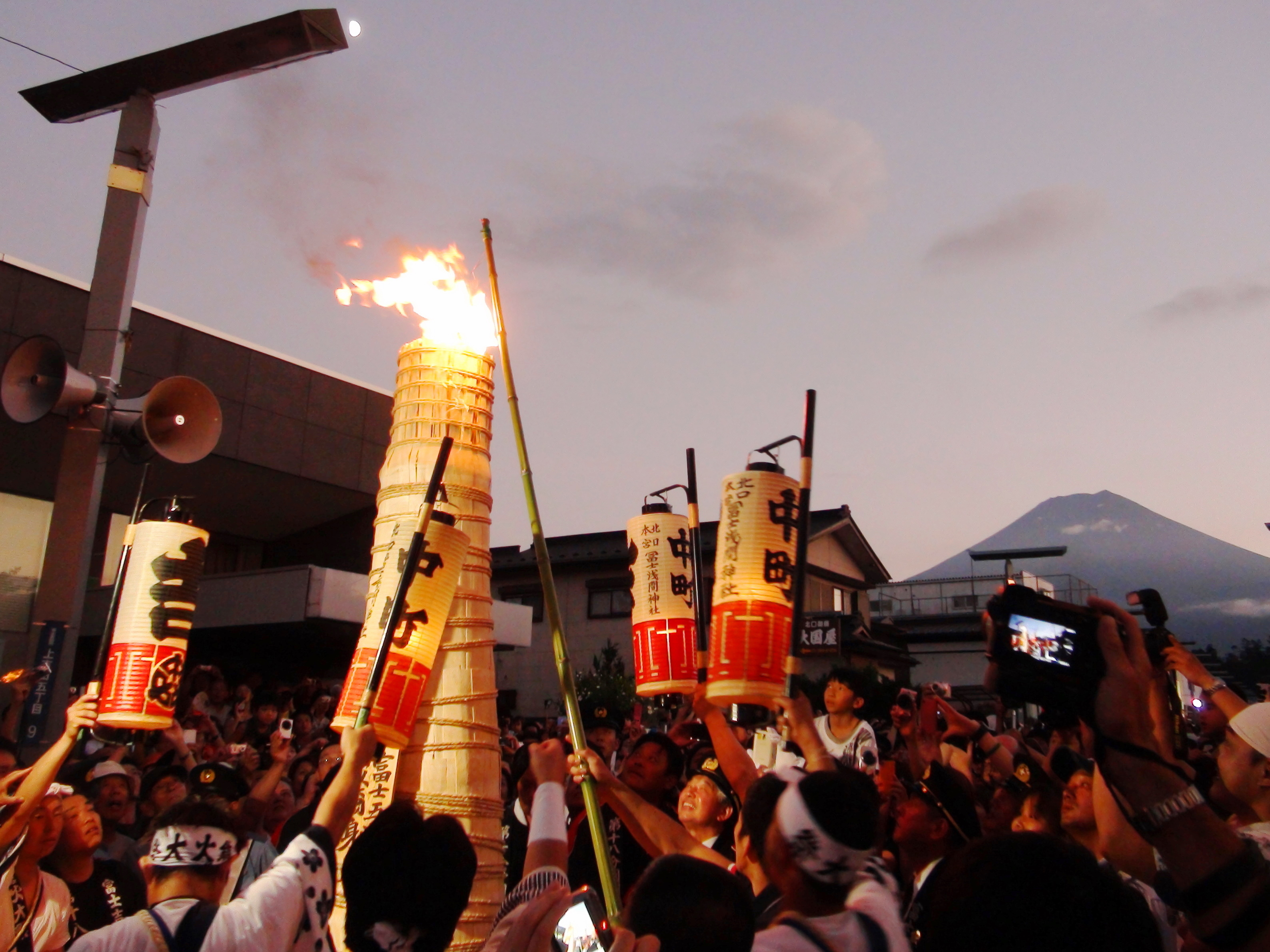
本町通りでの10尺タイマツ点火。

##### 御旅所松明と町中の松明の点火
奉安祭の神事が終わると、14名の世話人は一斉に御旅所を飛び出し、御旅所と火の見櫓の間に寝かされている2本の11尺大松明の点火にとりかかる。時刻は例年午後6時30分から午後7時の間であり、夕刻から夜になる時間帯である。この御旅所の大松明は吉田の火祭りで最初に点火されるもので、それを合図に町中や富士山中の松明に火がつけられることになっている。
世話人は手際よく地面に木枠を設置し、その中にスコップで山砂を敷き詰め、数人がかりで寝かされている大松明を起こして立てる。世話人は上町、中町、下町の各町名の入った提灯を高く掲げて大松明を囲み、2名の火付け役世話人が、点火用の竹竿の先端に付けた針金に松脂の束を引っ掛けて火を点け、竹竿を大松明の頂部に伸ばし、火の点いた松脂の束をそこに乗せると、大松明はメラメラと燃え始め、再び群集から拍手喝采が巻き起こる。世話人らは2手に分れ、上吉田の町を南北に走り、中宿から下宿へ、中宿から上宿へと順次大松明に火が点けられていく。大松明と大松明の間に積み上げられた、各家々の井桁松明にもまた一斉に火が点けられていく。こうして上吉田の町を南北に伸びる1本の火の帯が出現し、下は金鳥居交差点付近から最上部の上宿交差点付近まで延々と火の帯が燃え盛り、多くの見物人、観光客らが繰り出す喧騒や、居並ぶ露天商らの掛け声など、祭礼は最高潮の時を迎える。
御旅所に設けられた神楽殿では神楽講による太々神楽の舞いや、各種芸能の上演が行われ、安置された明神、御山の神輿に参拝する人々の列で賑わう。

##### 富士山中での松明の点火
町中で松明に点火がされると、それに呼応して五合目より上の吉田口登山道沿いの山小屋でも松明が焚かれる。空気が澄み条件がよければ麓の上吉田からも、登山道に沿って一列に並ぶ灯火が良く見える。ただし、標高2500メートルを越す五合目以上は、気象条件が非常に厳しく、大松明のような大きなものを設置するの不可能である。五合目の佐藤小屋では松明を井桁状に1.2メートルほど積み上げるが、標高が高くなるほど風速が強くなるため、七合目東洋館では積高はくるぶし程度になり、標高3000メートル超となるそれ以上では井桁状ではなく乱雑につむようになる。
参考として2003年8月26日に行われた各山小屋での松明の状況を以下に示すが、これらはその時々の気象条件に左右されるものであり、以下の表はあくまでも2003年の記録データである。
- （備考1）：黄欄は2003年（平成15年）に松明を燃やした所。
- （備考2）：青欄は悪天候時中止、または以前行っていた所。

記載内容はすべて2003年（平成15年）時点のもの。
| 合目 （現在） | 合目 （旧称） | 山小屋               | 主人の 居住地                    | 点火者     | 参加者         | 点火の目安 時間                         | 場所                        | 弔服                       | 例年の 松明の有無                                                    |
| ------------- | ------------- | -------------------- | -------------------------------- | ---------- | -------------- | --------------------------------------- | --------------------------- | -------------------------- | -------------------------------------------------------------------- |
| 五合目        | 五合目        | 小御嶽神社           | 上吉田                           | －         | －             | －                                      | －                          | －                         | 無                                                                   |
| 五合目        | 五合目        | 五合目レストハウス   | －                               | －         | －             | －                                      | －                          | －                         | 無                                                                   |
| 五合目        | 五合目        | 佐藤小屋             | 上吉田                           | 主人       | 従業員         | 御旅所からの連絡（19:00頃）             | 山小屋前                    | 主人と上吉田の人           | 有                                                                   |
| 六合目        | 五合五勺      | 六合目星観荘         | 上吉田                           | 主人       | 従業員         | 主人の判断                              | 山小屋前                    | 主人と上吉田の人           | 1970年頃までは必ず行っていた。雪崩で小屋が潰れた以降は行っていない。 |
| 六合目        | 五合五勺      | 登山安全指導センター | －                               | －         | －             | －                                      | －                          | －                         | 無                                                                   |
| 六合目        | 六合目        | 穴小屋               | 勝山村                           |            |                |                                         |                             |                            | 休館中                                                               |
| 七合目        | 六合五勺      | 花小屋               | 上吉田                           | 主人       | 従業員         | 19:00-20:00                             | 山小屋前                    | 主人と上吉田の人           | 有                                                                   |
| 七合目        | 六号五勺      | 日の出館             | －                               | －         | －             | －                                      | －                          | －                         | 昭和40年代まで燃やしていた                                           |
| 七合目        | 六合五勺      | 七合目トモエ館       | 上吉田                           | 従業員     | 従業員と宿泊客 | 火が見えたら                            | 山小屋下                    | 有                         | 有（悪天候時のみ中止）                                               |
| 七合目        | 六合五勺      | 鎌岩館               | 新屋                             | 主人と息子 | 従業員と宿泊客 | 火が見えたら                            | 山小屋前                    | 有                         | 有                                                                   |
| 七合目        | 六合五勺      | 富士一館             | 千葉県出身。奥さんは上吉田出身。 | －         | －             | －                                      | －                          | －                         | 無                                                                   |
| 七合目        | 七合目        | 鳥居荘               | 忍野村                           | 主人       | 従業員と宿泊客 | 火が見えたら                            | 山小屋下                    | 不幸があれば外へ出る       | 4-5年やっていない。 （注、2003年当時の聞き取り）                     |
| 七合目        | 七合目        | 東洋館               | 上吉田                           | 主人       | 従業員と宿泊客 | 御旅所からの連絡（19:00頃） 19:00-19:30 | 山小屋前                    | 主人のみ（別の場所へ移動） | 有（悪天候時のみ中止）                                               |
| 八合目        | 七合三勺      | 太子館               | 上吉田                           | －         | －             | －                                      | －                          | －                         | 数年行ってない。 （注、2003年当時の聞き取り）                        |
| 八合目        | 七合四勺      | 蓬莱館               | 上吉田                           | －         | －             | －                                      | －                          | －                         | 無                                                                   |
| 八合目        | 七合五勺      | 白雲荘               | 上吉田                           | 主人       | 従業員と宿泊客 | 御旅所からの連絡                        | 山小屋前                    | 主人と上吉田の人のみ       | 数年行ってない。 （注、2003年当時の聞き取り）                        |
| 八合目        | 七合五勺      | 元祖室               | 上吉田                           | 主人       | 従業員         | 主人の判断                              | 山小屋横の鳥居前            | 主人と上吉田の人のみ       | 有（悪天候時のみ中止）                                               |
| 本八合        | 八合目        | 富士山ホテル         | 上吉田                           | 主人       | 従業員         | 主人の判断                              | 山小屋前 （缶の中で燃やす） | 主人と上吉田の人のみ       | 有（悪天候時のみ中止）                                               |
| 本八合        | 八合目        | 八合目トモエ館       | 上吉田                           | 主人       | 従業員と宿泊客 | 火が見えたら                            | 山小屋前                    | 主人と上吉田の人のみ       | 有（悪天候時のみ中止）                                               |
| 本八合        | 八合目        | 須走口江戸屋         | 静岡県小山町                     | －         | －             | －                                      | －                          | －                         | 無                                                                   |
| 八合五勺      | －            | 御来光館             | 忍野村忍草                       | 主人       | 従業員         | －                                      | 山小屋前                    | －                         | 有（悪天候の場合中止）                                               |

#### 富士講社の拝み

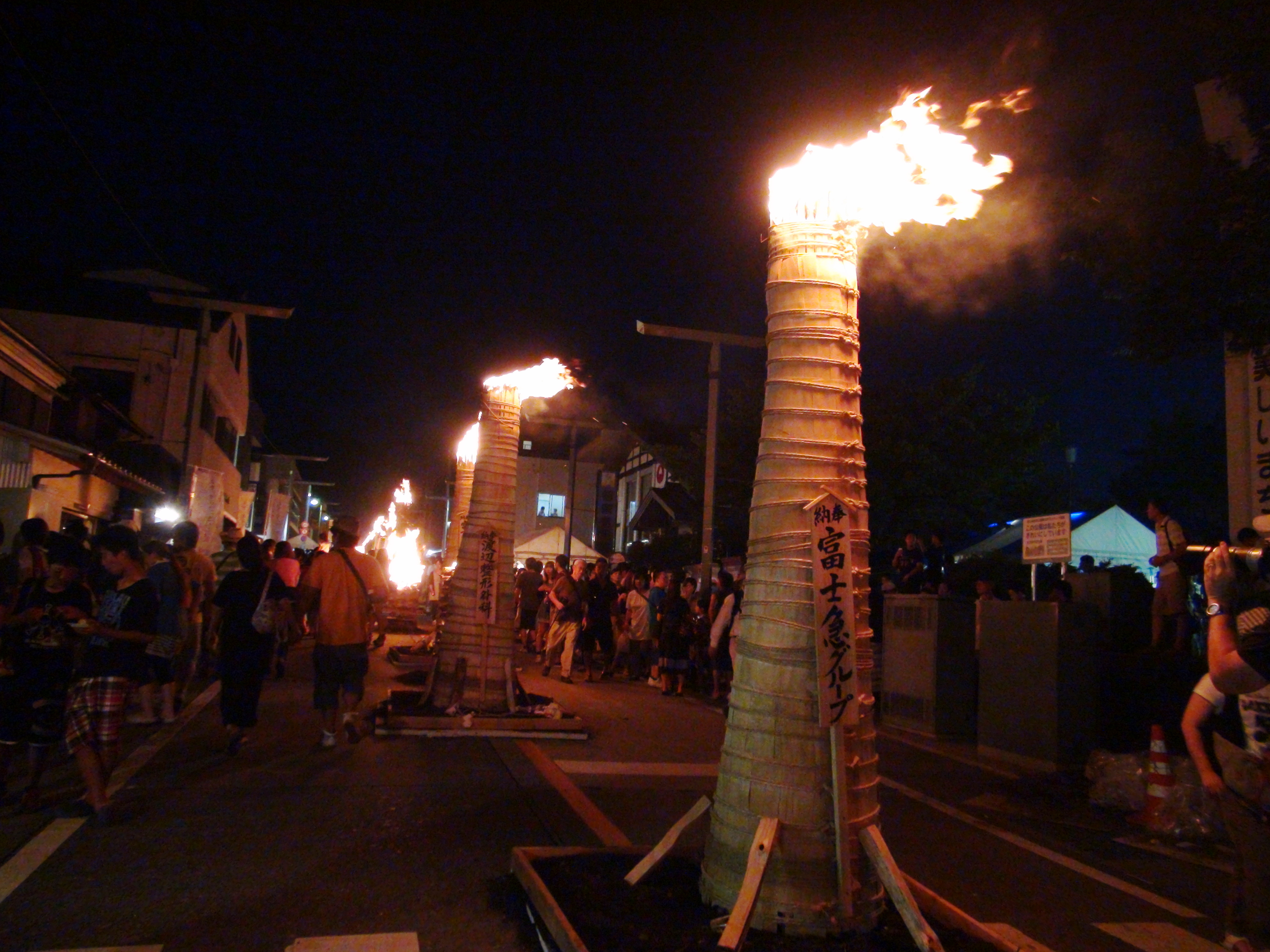
燃え続ける大タイマツ。

松明が燃え始めると、御師坊に宿泊中の富士講社らは行衣に身を固めて通りに繰り出し、各御師坊の井桁松明を囲んで拝みを行う。吉田の火祭りには、主に関東一円から数十もの講社が毎年参加する。このうち宿泊を伴う講社としては、御師筒屋へ宿泊する丸八講・丸伊講・丸金講、扶桑教、御師菊谷に宿泊する大丸講・丸嘉講、御師大国屋に宿泊する宮元講・一山講などが知られており、各講社のリーダーである先達を中心にさまざまな儀礼が執り行われる。

##### 御焚上げと塩加持
御師の家の前の通りには、御師の檀家である各講社が奉納した大松明を立てて、それを講社が拝んで祈祷するのが本来の姿であったが、近年では大松明を奉納する講社は少なくなり、そのような講社では御師の家のタツミチ（表通りから御師の家に続く細い通路）に篝火を焚き、講社の松明代わりにしている。また、伊丸講・丸金講・扶桑教では御焚上げと呼ばれる儀礼が行われる。これは筒屋の前にある大松明と富士山に向かって地面に座り、松明の前に白い布を広げ、約2キログラムもの塩を円錐形に盛り、その盛り塩に多数の線香を立てて火をつけ、大祓えを唱えて諸神を呼び神徳経を唱えるものである。「参明藤開山」（さんみょうとうかいざん）と書いた焚き符の半紙を線香の火で焚いて「コウクウタイソクミョウオウソクタイジン」の御身抜きを唱える。その後、線香と符の灰が混ざった塩を白い布に包み、それを信者の体に擦り健康を祈願する。また、この塩を翌朝の加持に用いたり信者に分けたりする。これを塩加持と言う。

##### お伝えと掛念仏

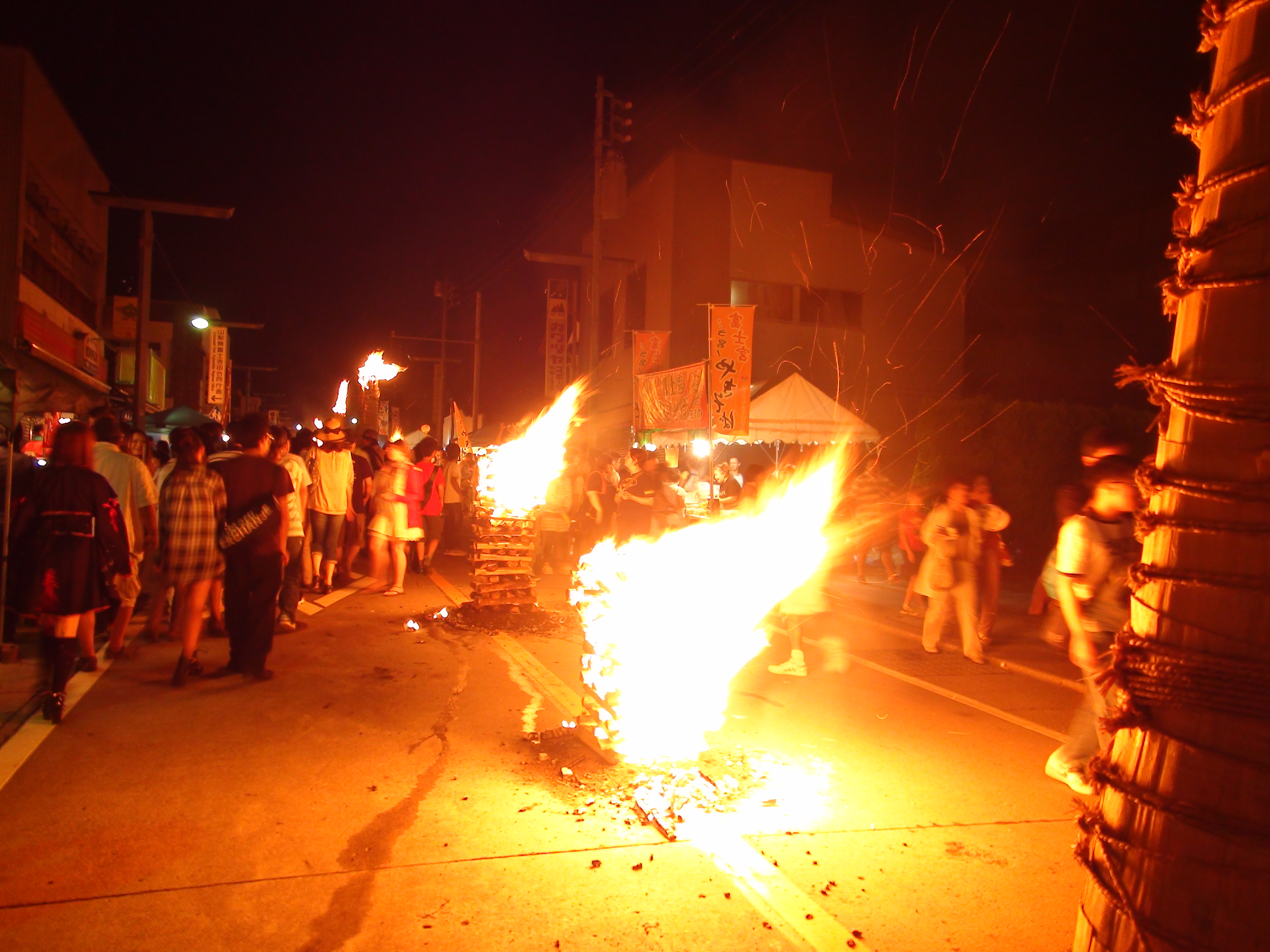
やがてタイマツは形を崩しながら燃え尽きていく。

各講社では、富士講の経本であるお伝えを伝授している。お伝えは教義などを祭文や祝詞としてまとめたもので、体裁は小型の折り本になっている。もともとお伝えは、江戸時代においては御師か高名な先達に書いてもらうもので、なおかつ複数回に分けて書いてもらうため、完全な状態になるまでは数回の御山詣でをしなけらばならなかったという。また、富士講の系譜には村上派・月行派・身禄派などがあり、それぞれに経本が存在する。講社がお伝えを唱えるのは、浅間神社参拝、松明を前にした御焚上げ、御師宿の祭壇などで、先達の唱えに講員が合わせていく。
また、宮元講や、丸金講・丸伊講などでは、「エーナンマイダブー、ロッコンショウジョウ」と謡って唱える六根清浄などの掛念仏が行われる。これら、お伝えや掛念仏を唱えられるようになるには、およそ10年はかかるという。講員たちはさらに、松明が焼け落ちた夜中に御師坊から出てきて、燃え残りの消し炭を拾っていく。それを自宅の神棚や軒先に吊るしておくと火難を逃れると言われている。この際も掛念仏が唱えられる。

#### 松明の消火
夜も更けて午後9時頃になると、松明はかなり燃え尽きて崩れている。大松明はおよそ4時間以上燃え続けると言われているが、今日では午後10時15分頃、一斉に消火命令が出され、神社側で用意した重機やトラックを使って、その日のうちに火の後片付けが行われる。燃え残った松明の残骸を崩し、放水を行って完全に消火し、灰はスコップ等でかき集めてトラックで運び出す。最後の仕上げに路上に水を撒いて、完全に流し終わると作業終了となる。これら後片付け作業は消防団員によって行われ、午後11時までに完了し、午後11時30分には交通規制が解除される。

### すすき祭り（27日）
火祭りの2日目、浅間神社へ還幸する2台の神輿を、参詣者らがススキの玉串を持って、ついて行き、境内の高天原をぐるぐると回る。これをすすき祭りと呼んでいる。

#### 御旅所発輿祭と金鳥居祭

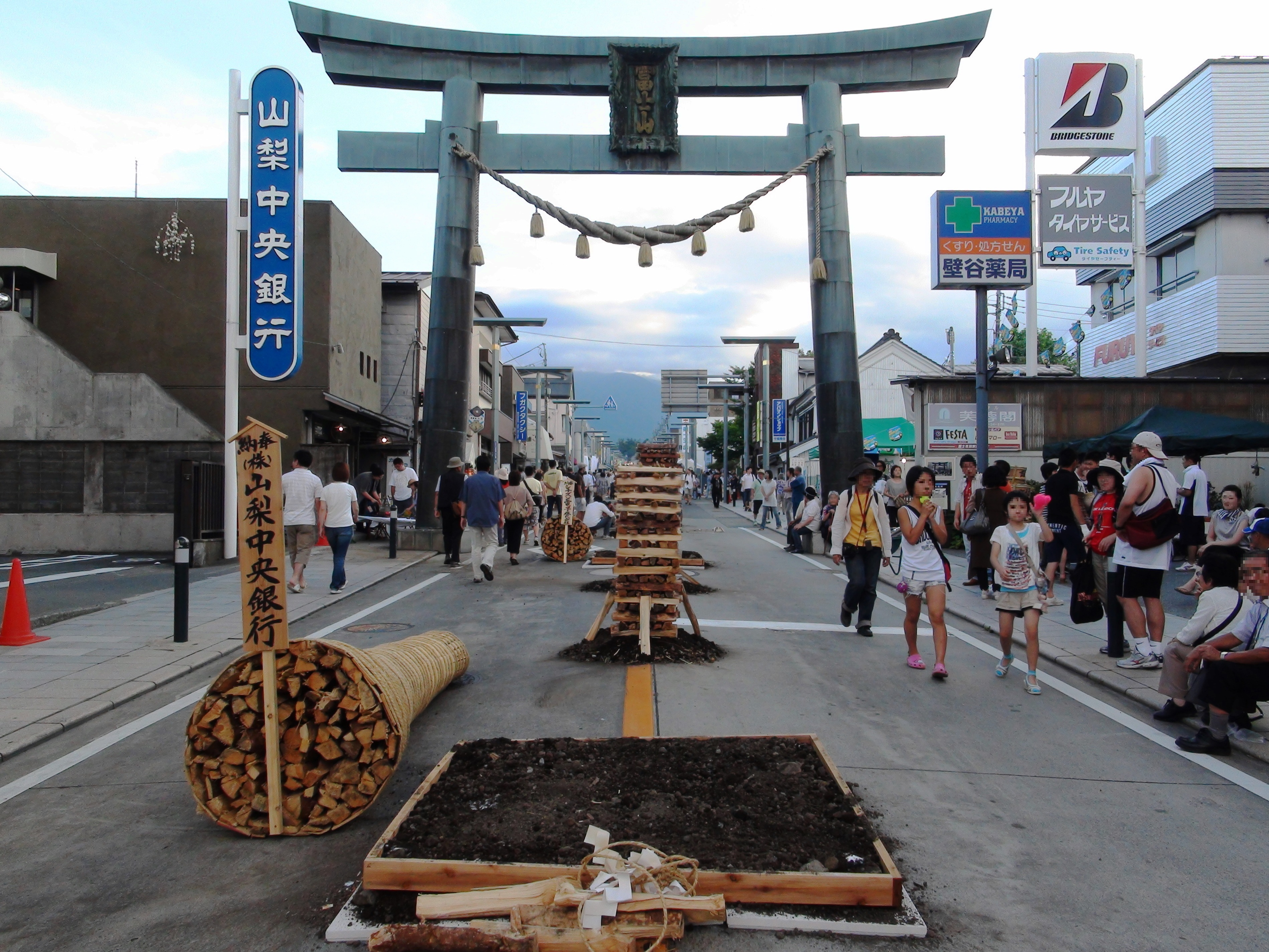
金鳥居（26日の、鎮火祭準備時の様子）。

吉田の火祭2日目の祭礼は、午後2時前頃から御旅所内で行われる御旅所発輿祭から始まる。これは2台の神輿を上吉田の氏子地域での巡行に向かうための神事である。出席者一同は2台の神輿の前に整列し、雅楽の奏でられる中、神職による御祓い、献饌、玉串奉献など一連の神事の後、世話人がセコたちに神輿担ぎ出しの掛け声を掛け出発となる。2台の神輿は御旅所より下手にあたる、おもに上吉田の北側の氏子地域を巡行していくが、休憩を挟みながら同じ場所を行ったりきたり、複雑な経路を巡行していく。やがて午後3時30分頃から始まる金鳥居祭での神事のため、2台の神輿は金鳥居の下に集結する（北緯35度28分59.61秒 東経138度47分52.74秒 / 北緯35.4832250度 東経138.7979833度）。明神神輿は金鳥居北側の山梨中央銀行前の道路上中央、御山神輿はやや北側の金鳥居交差点の中央に安置され、明神神輿のみ四方に忌竹が設置され注連縄で囲まれる。神職らによる一連の神事が執り行われると再び神輿の出発となる。

#### 御鞍石祭・神輿の還幸
金鳥居での神事を終えた2台の神輿は、再び2手に分かれて上吉田地区氏子地区内を複雑な経路でそれぞれ巡行していく。御旅所を再び経由し、浅間諏訪の両社を目指し坂を登っていく。途中、昨日と同様に西念寺僧侶による神輿送りを受けながら、御鞍石（おみくらいし）の聖地を目指す（北緯35度28分13.8秒 東経138度47分22.3秒 / 北緯35.470500度 東経138.789528度）。御鞍石とは諏訪神社の旧鎮座地といわれる聖地で、諏訪神社南方の森の中に馬の鞍の形をした巨石があり、その上に神輿を安置して神事を行う。午後6時30分頃、神輿行列は御鞍石に到着し、明神神輿は御鞍石の上に東向きに安置され、御山神輿はそのかたわらの地上に南向きに置かれる。御鞍石と明神神輿の周囲は4本の忌竹で囲われ注連縄が張られる。宮司の手で祝詞が読み上げられると、いよいよ浅間神社境内への最後の下向となる。

#### 高天原・着輿祭

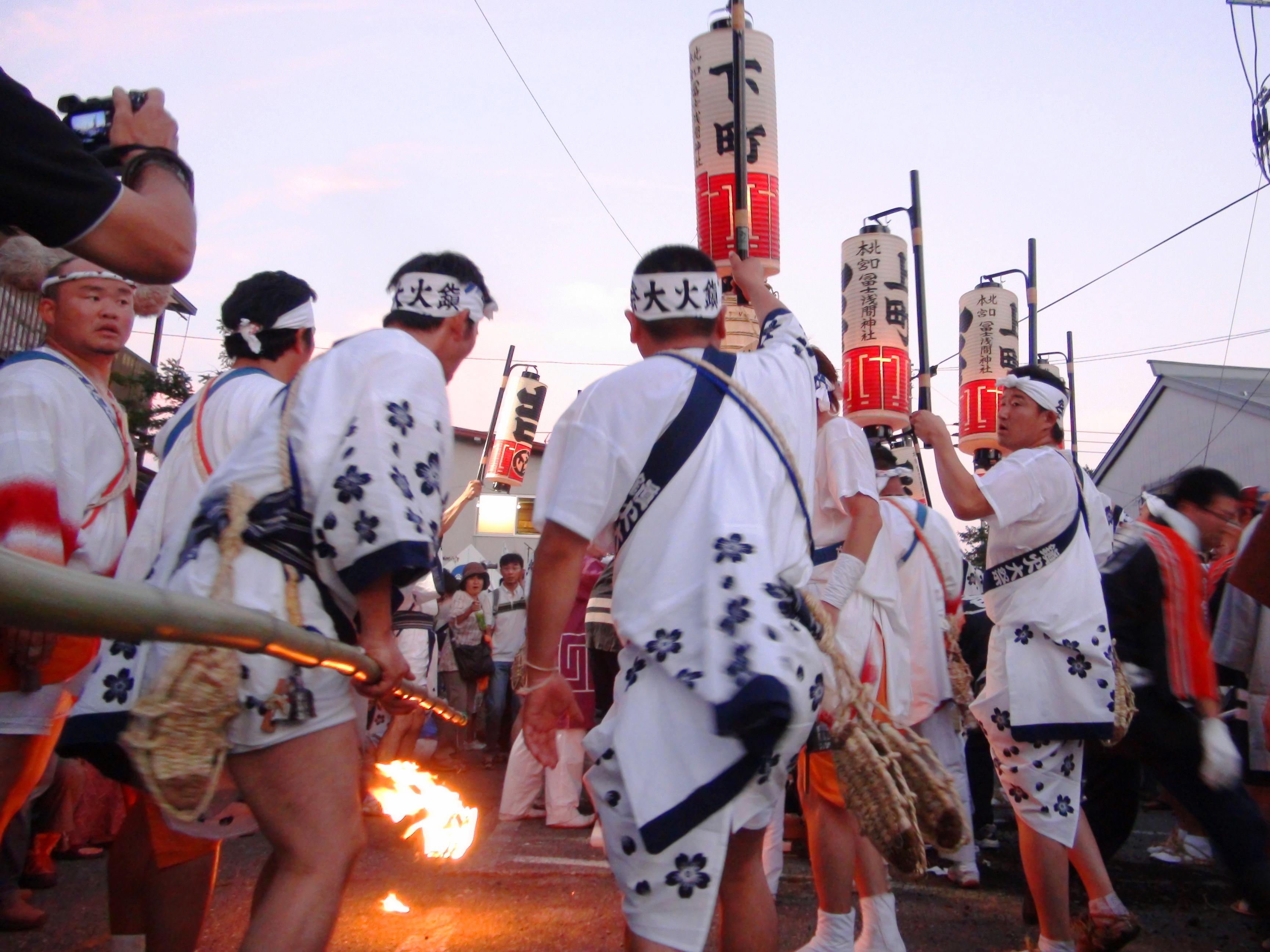
揃いの法被姿の世話人（26日の、御旅所点火時の様子）。

日が暮れてすっかり暗くなった浅間神社境内では、2台の神輿を迎え待つ多くの参詣者らで埋め尽くされており、参詣者らは手にススキで作った玉串を持っている。午後7時過ぎ、最初の明神神輿が浅間神社の境内に戻ってくると、待構えていた参詣者らは一斉に神輿の背後について、手に持ったススキの玉串を高く掲げ、遅れて到着した御山神輿も合流し、高天原の周囲を2台の神輿と参詣者らは合計7周回る。参詣者は浴衣姿の女性が多い。これは婦人が神輿を担いではならないというしきたりがあるためで、神輿を担げないなら、その代わりにせめて神輿の還幸時に背後について行列に加わりたいという思いによるものであるという。
2台の神輿は高天原の周囲を7周回ると、高天原の中央部に安置され、高天原神事が行われる。御山神輿は再び地上に3回ドスンドスンと景気よく落とされる。世話人14名は叫びながら駆け出し、セコらは明神神輿、御山神輿をそれぞれ諏訪神社拝殿下まで運び安置すると、セコらは一斉に神輿から離れ、神職らによる御霊移しの儀式が始まる。境内の照明はすべて消灯され、闇の中で御絹垣によって神輿は隠され、諏訪・浅間両社の御神体が取り出され再び諏訪神社本殿に戻される。
午後7時30分過ぎ頃、諏訪神社還幸祭の神事が行われ（北緯35度28分17.16秒 東経138度47分30.86秒 / 北緯35.4714333度 東経138.7919056度）、その後、浅間神社での御霊移しの儀式が行われ、御絹垣に隠されたそれは宮司の手によって大切に抱かれて浅間神社の本殿へと動座する。午後8時、御霊移しの神事が終了すると境内に再び電灯が灯され、浅間神社拝殿内で本殿還幸祭が行われる（北緯35度28分14.78秒 東経138度47分32.66秒 / 北緯35.4707722度 東経138.7924056度）。これをもって火祭に関わる祭礼はすべて終わり、世話人、セコ、氏子らは解散となる。14人の世話人は最後に社前に一拝し、セコや多くの参詣者たちの拍手を浴びながら提灯を高く掲げ退場していく際、すべての任務を務め上げたことの開放感、困難な仕事をやり遂げたことの感動が胸をよぎり、14人の世話人は感極まって涙を流す。

## 祭礼以降の関連行事

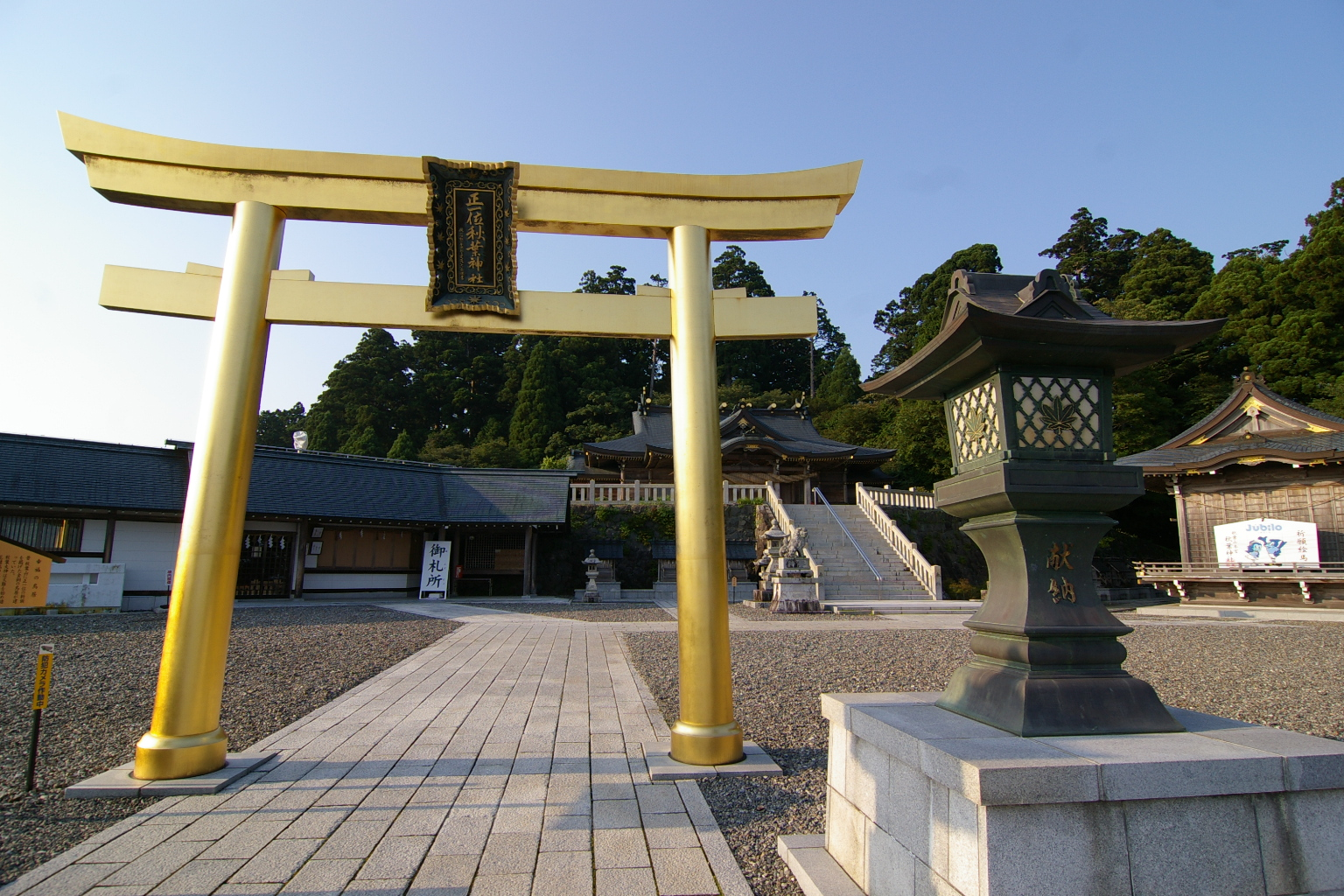
秋葉山本宮秋葉神社。現在の祭神はカグツチ。かつて「火防（ひぶせ）の神」、秋葉三尺坊大権現を祀っていた。

火祭の祭礼が終わった翌8月28日には、世話人、氏子総代らによって御旅所・神楽殿の解体、神社境内では神輿の清掃、担ぎ棒の解体などが行われる。
浅間神社から出される鎮火祭の神札も、氏子総代の手で各戸に配られる。その数は上町で1,200体、中町で650体、下町・中曽根で1,200体にも達する。また、世話人たちは祭りの後に残される巨額の支払いを決済する。祭りのために調達されたあらゆる物品、資材、飲食物などはすべて売掛で地元商店から仕入れている。世話人たちはその全てを現金決済していき、各所への挨拶回りも並行して行っていくのである。
火祭りの残務処理がすべて片付いた11月になると、14名の世話人は静岡県の秋葉山本宮秋葉神社への秋葉詣などを行い、12月には次年度の世話人の選出に携わる。次年度世話人が決まり、年が明けた小正月の道祖神祭りでの新旧世話人交替式をもって、1年間におよぶ世話人の任務はすべて終了することになる。

## 文化財指定と世界遺産

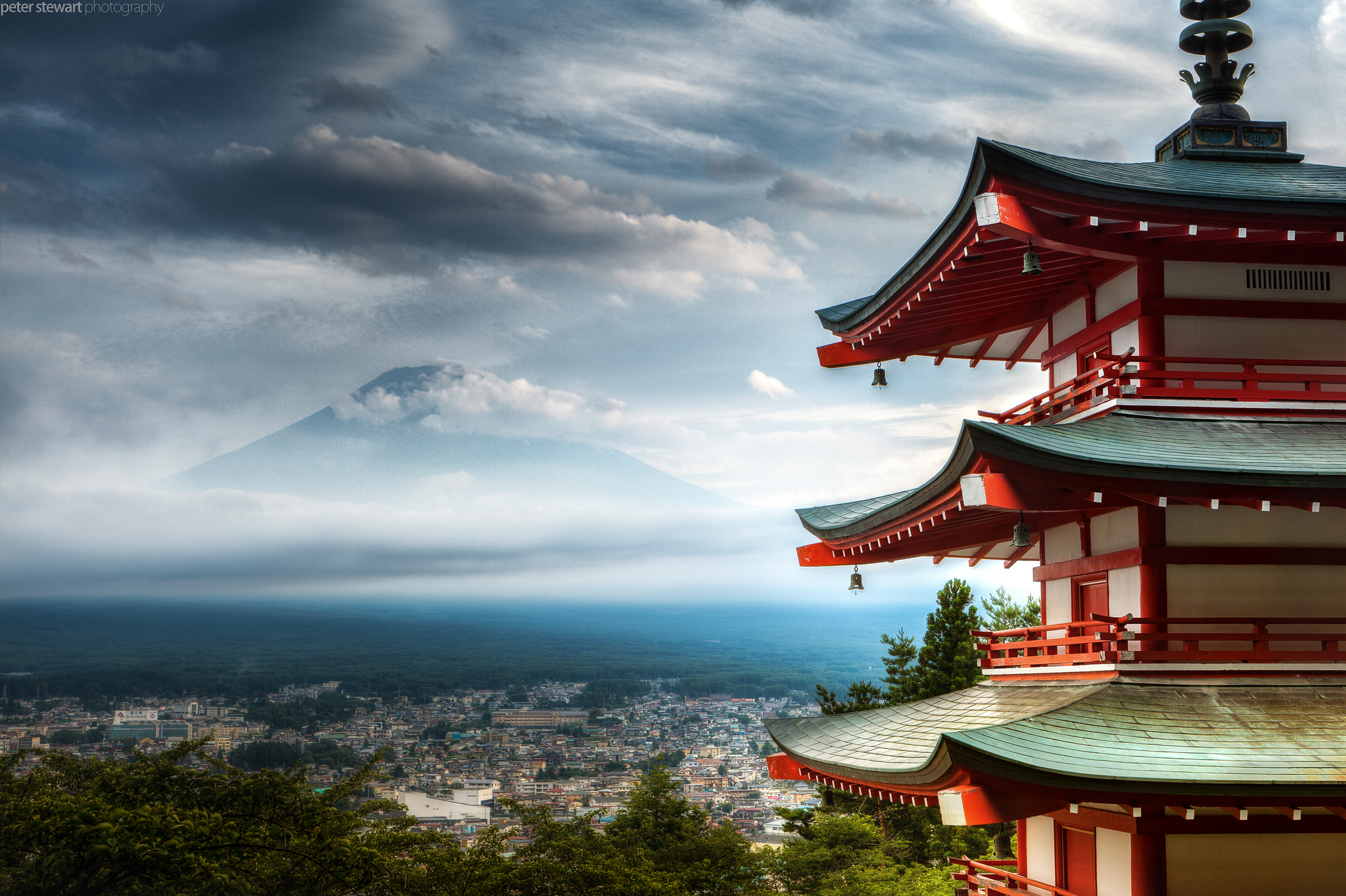
新倉山浅間公園から上吉田のマチと富士山を望む。写真左端、市街地と森の境界付近に北口本宮冨士浅間神社がある。

吉田の火祭は、富士山と地域の歴史的な結び付きや、富士山信仰を背景とした文化遺産価値の高いものであり、文化庁により2000年（平成12年）12月25日に選択無形民俗文化財として選択された。
富士吉田市教育委員会では国および山梨県から補助金などの支援を受け、2003年（平成15年）に吉田の火祭調査委員会を組織し「吉田の火祭民俗文化調査事業」を発足させた。同事業は各分野の研究者から構成される調査委員3名、調査員9名、地元調査員2名、調査補助員20名からなり、同年から2年間をかけ、吉田の火祭の多角的な調査考察を行った。これらの調査をもとにして2012年（平成24年）3月8日に、山梨県内では3件目となる国の重要無形民俗文化財に指定された。
富士山の世界遺産の構成資産リストには、吉田の火祭に密接に関係する北口本宮冨士浅間神社や御師の家などが推薦段階で挙げられ、山梨県教育委員会学術文化財課や富士吉田市関係者らは2012年1月の時点で、これら構成資産に密接に関連した吉田の火祭の重文指定は、富士山の世界遺産登録に向けた機運の醸成にもつながるものと期待し、2013年（平成25年）6月22日、富士山は前述した構成資産を含め富士山-信仰の対象と芸術の源泉として世界遺産に登録された。

## 交通
- 富士急行線、富士山駅下車
- 中央自動車道、河口湖インターチェンジ
- 東富士五湖道路、富士吉田インターチェンジ[103]